# Seattle
Vous lisez un « bon article » labellisé en 2007.
Pour les articles homonymes, voir Seattle (homonymie).

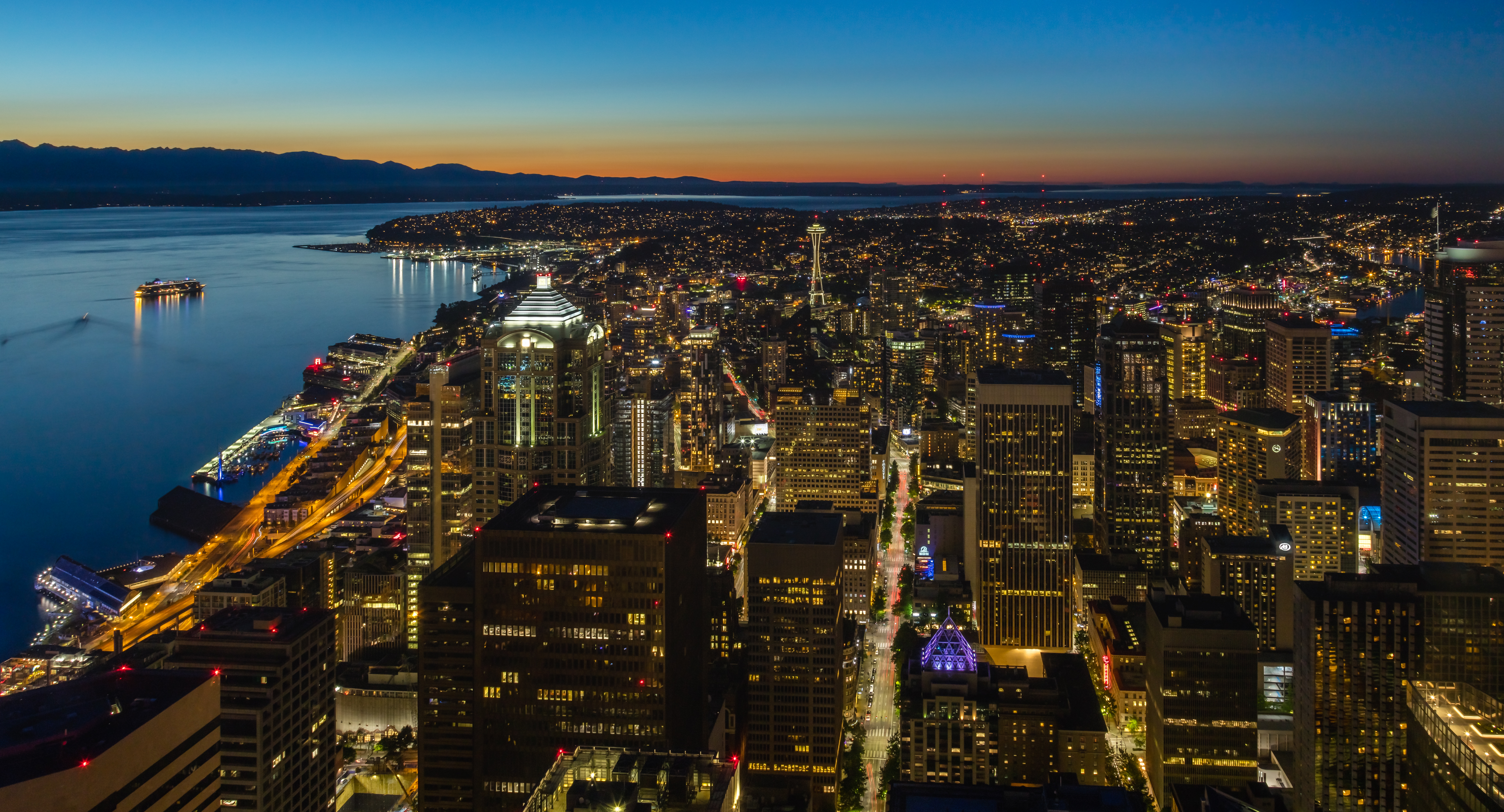
Vue de Seattle au crépuscule. Septembre 2017.

Seattle (en français standard : /si.a.tœl/ ; en anglais américain : /si.ˈæ.təl/ ) est la plus grande ville de l'État de Washington et du Nord-Ouest des États-Unis. Elle est située entre le Puget Sound et le lac Washington, à environ 155 km au sud de la frontière entre le Canada et les États-Unis. Elle est le siège du comté de King.
Seattle est, avec Vancouver, l'une des villes les plus importantes édifiées sur les rives des eaux côtières de l'Alaska du Sud-Est et de la Colombie-Britannique. C’est un important port spécialisé dans le commerce transpacifique. Elle constitue également un grand pôle industriel en Amérique du Nord. D'une superficie de 369,2 km2, la ville de Seattle compte 737 015 habitants en 2020. Ses habitants s’appellent en anglais les Seattleites. L'aire métropolitaine de Seattle totalise 3 979 845 habitants en 2019 ce qui en fait la 15e agglomération des États-Unis.
La ville fut fondée au milieu du XIXe siècle et baptisée en hommage au chef amérindien Seattle. Son surnom, la cité émeraude, provient de la couleur verte des forêts qui l’entourent. On l’appelle aussi la ville de la pluie (Rainy City), « la porte de l’Alaska », Queen City, ou encore Jet City, en référence au poids économique considérable de Boeing et des entreprises du secteur aéronautique dans la région. Seattle est la ville natale de Jimi Hendrix et de Bill Gates. Elle est aussi connue comme le berceau de la musique grunge et de ses groupes mythiques comme Nirvana, Alice in Chains, Soundgarden et Pearl Jam.
De nombreuses compagnies comme Starbucks et Tully's Coffee y ont été fondées. Elle figure dans le haut du palmarès des villes américaines les plus durables du magazine Lawn Starter, basé sur des critères de développement durable, pollution, transports et production alimentaire, derrière San Francisco (Californie),
Boston (Massachusetts), New York, Oakland (Californie) et
San Diego (Californie). Seattle a accueilli la troisième conférence ministérielle de l’OMC en 1999 qui avait été accompagnée des premières manifestations altermondialistes importantes et médiatisées.

## Géographie

### Site

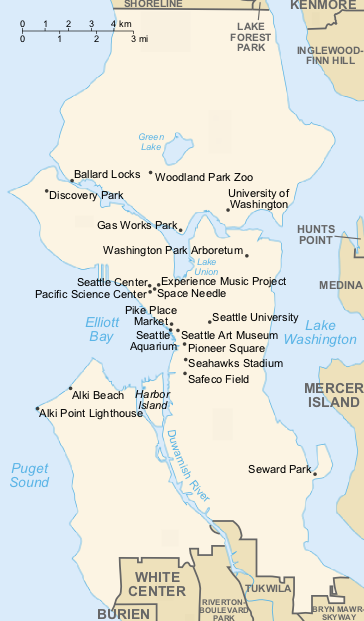
Carte générale de Seattle. La ville est entourée par le lac Washington à l'est et le Puget Sound à l'ouest. Ville d'eau, Seattle reste néanmoins éloignée de plus de 150 km de l'océan Pacifique en direction de l'ouest.

Sur la carte de l'État de Washington, Seattle (ici en orange) est la plus grande ville de ce dernier.

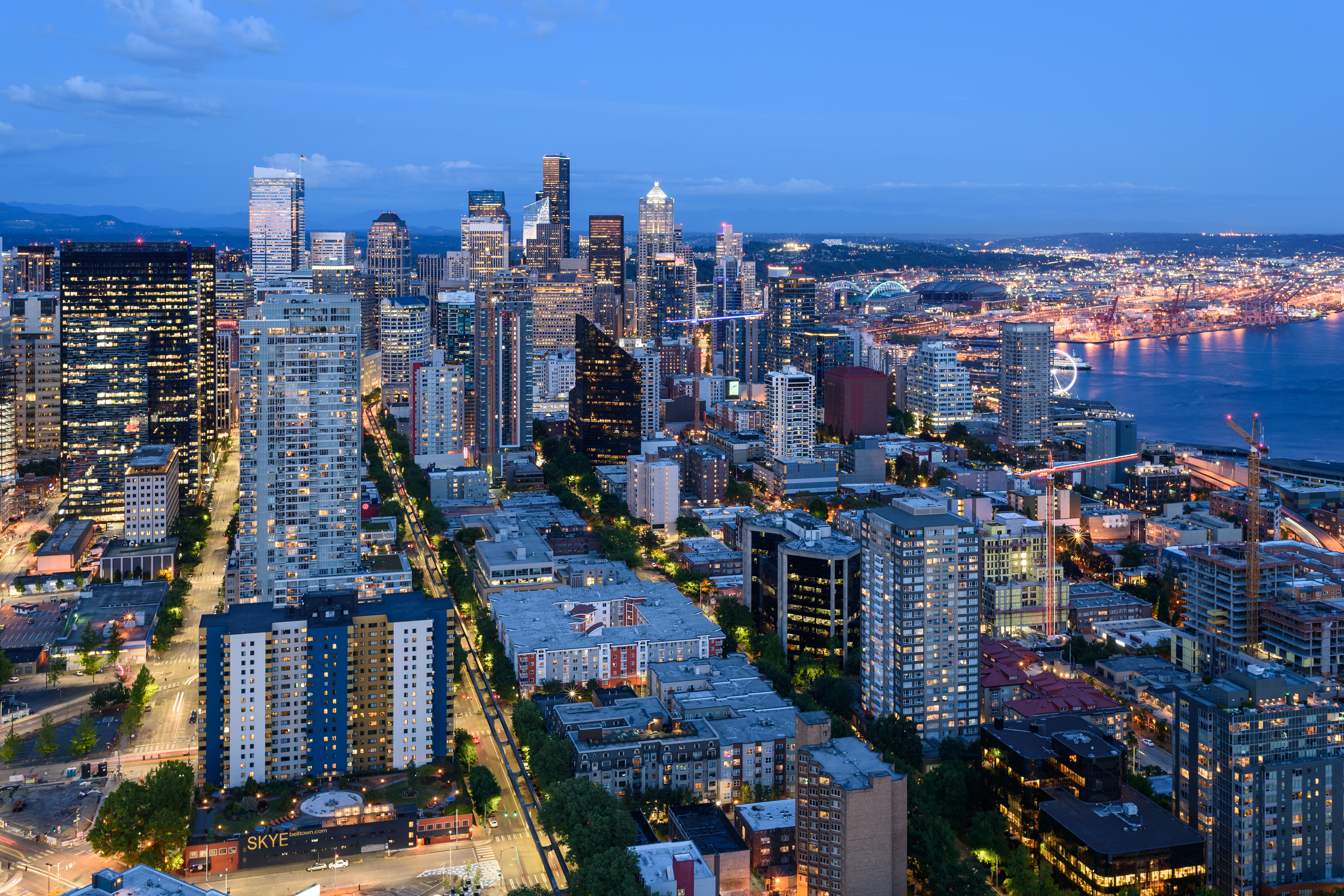
Seattle vue depuis le Space Needle. Juin 2018.

La ville de Seattle est située à 233 km au nord de Portland, à 1 094 km au nord de San Francisco, â 1 641 km â l'ouest-nord-ouest de Denver  et à 2 790 km à l'ouest-nord-ouest de Chicago. Elle est localisée entre le Puget Sound à l’ouest (une  profonde avancée dans les terres des eaux côtières de l'Alaska du Sud-Est et de la Colombie-Britannique) et le lac Washington à l’est. À l’ouest du Puget Sound est située la chaîne montagneuse des Olympic, à l’est du lac Washington s'étendent le lac Sammamish et la chaîne des Cascades. Les rivières, les forêts, les lacs et les champs ont longtemps alimenté les anciennes populations vivant de la cueillette et de la chasse. La géographie de la région est aussi adaptée aux activités récréatives comme le ski, la navigation, le vélo, le camping, la randonnée pédestre et l’escalade. Situé à 50 km, le mont Rainier est un volcan visible depuis la ville et culminant à 4 392 m.
La zone urbaine est parsemée de collines. Tout comme la ville de Rome, on dit que Seattle est bâtie sur sept collines (dont Capitol Hill, First Hill, West Seattle, Beacon Hill, et Queen Anne) bien qu’il y en ait en réalité bien plus. La zone comportant le plus de collines occupe le centre de la ville non loin de la baie Elliott. La topographie de la banlieue fut aménagée pour accueillir des infrastructures. C’est ainsi qu’une digue fut construite et qu’une île artificielle, nommée Harbor Island, fut achevée en 1909 à l’embouchure du canal conduisant au cours d’eau Duwamish dans le secteur industriel de la ville.
Un canal (Lake Washington Ship Canal) reliant le Puget Sound au lac Washington fut également creusé au début du XXe siècle en utilisant quatre étendues d’eau naturelles (lac Union, Salmon Bay, Portage Bay et Union Bay). Selon le bureau statistique américain, le territoire de la ville a une superficie totale de 369,2 km2 dont 152 km2 d’eau.
Seattle est considérée comme une zone à risques à cause de la fréquence des tremblements de terre. La ville connut par exemple un séisme de magnitude 6,9 sur l’échelle de Richter, le 28 février 2001, qui entraîna des dégâts importants dans plusieurs quartiers mais ne causa pas de décès. Un raz-de-marée ne toucherait sans doute pas trop durement Seattle, à l'abri dans le bras de mer de Puget Sound. Mais les géologues ont découvert de plus petites fissures, moins profondes, dans la croûte qui s'étend sous ce bras de mer. « C'est un danger majeur, vraiment majeur », affirme Jody Bourgeois, une géologue à l'université de Washington. Un séisme issu d'une faille peu profonde pourrait être extrêmement destructeur. Et un tsunami modéré déclenché juste en face de Seattle pourrait être encore plus dévastateur qu'un raz de marée géant naissant au large de la côte. D'autres séismes plus ou moins puissants et destructeurs se produisirent dans le passé : le 14 décembre 1872 (7,3 sur l'échelle de Richter), le 13 avril 1949 (7,1) et le 29 avril 1965 (6,5). Le tremblement de terre de 1949 causa la mort de huit personnes à Seattle et celui de 1965 causa la mort de quatre personnes. Cependant, ni la faille de Seattle, qui passe au sud de la ville, ni celle des Cascades n’ont été à l’origine de tremblements de terre plus importants depuis la fondation de la ville alors que cette dernière faille pourrait provoquer un séisme d’une magnitude supérieure à 9, ce qui aurait des effets dramatiques sur la ville.

### Climat
Seattle dispose d’un climat tempéré de type océanique caractéristique des façades ouest des continents,. Cependant, en position d'abri (comme c'est le cas pour le site de Seattle), les étés peuvent aboutir à la semi-aridité de type méditerranéen (Type Csb),. Les températures maximales sont atténuées par la proximité de l’océan Pacifique, du Puget Sound et du lac Washington. La région est protégée des tempêtes océaniques grâce à la chaîne des montagnes Olympiques et des courants polaires par la chaîne des Cascades. Bien que la ville soit située à l’est des montagnes Olympiques, elle n'est pas protégée totalement des précipitations océaniques. Seattle a de ce fait une réputation non usurpée de « ville pluvieuse ». En réalité, la ville reçoit moins de pluie (942,3 mm/an) que New York ou Houston ou encore que d'autres villes de la côte orientale des États-Unis. Cependant, avec ses 150 jours de précipitations par an (> 0,25 mm), Seattle compte davantage de jours de pluie que toutes les villes citées ci-dessus, d'autant qu'à New York par exemple, il neige davantage qu'à Seattle. En fréquence, et si on ne s'intéresse qu'aux jours de pluie et non aux jours de précipitations (neige, grêle, neige fondante…), Seattle est la ville de plus d'un million d'habitants présentant le plus de jours de pluie de tous les États-Unis. L’origine de son appellation provient aussi du fait que le ciel de la ville est nuageux 226 jours par an (contre 132 jours seulement pour Central Park à New York). La plupart des précipitations prennent la forme de bruines ou de pluies de faible intensité de longue durée. Ce qu'il convient de rajouter, c'est que les saisons à Seattle, à défaut d'être bien marquées d'un strict point de vue des températures (hivers doux/étés frais), le sont nettement du point de vue de la pluie : hivers aussi pluvieux qu'à Brest, mais étés aussi peu pluvieux qu'à Perpignan.
Les températures hivernales sont régulièrement douces avec quelques courtes périodes plus froides. Les étés sont plus secs avec des températures maximales moyennes aux alentours de 22 °C à 26 °C. Quelques courtes périodes plus chaudes peuvent néanmoins se produire. Le record de température maximale fut de 39,4 °C le 29 juillet 2009 alors que le record de froid fut de −17,8 °C le 31 janvier 1950.
La forêt humide de Hoh, située à 130 km à l’ouest et non protégée par la chaîne montagneuse, reçoit environ 3 610 mm de précipitations par an et la capitale de l’État de Washington Olympia en reçoit 1 310 mm. Les chutes de neige sont plutôt rares surtout près des côtes à basse altitude. La moyenne annuelle de chutes de neige est ainsi de 33 cm à l’aéroport international de Seattle-Tacoma. Le 13 janvier 1950, le record de chutes de neige fut établi avec 50,8 cm. Le climat plus sec de type californien se présente de la mi-juillet à la mi-septembre. En juillet et août, les précipitations sont comprises entre 20 et 25 mm.
En été, la ville peut connaître des tempêtes. La zone de Convergence de Puget Sound a un rôle important dans le climat de la ville. Dans cette zone, les courants d’air océaniques provenant du nord rencontrent les courants d’air océaniques arrivant du sud. La rencontre de ces courants entraîne un effet de convection. Cette convection provoque la formation de tempêtes au nord et au sud de la ville mais Seattle reste en général protégée. Néanmoins, la tempête Hanukkah Eve Wind de décembre 2006 causa d’abondantes précipitations accompagnées de vents de plus de 110 km/h. Elle endommagea des habitations et les réseaux électriques restèrent parfois en panne pendant 11 jours.
Seattle est moins humide les années où le phénomène d’El Niño apparaît. En été, cela crée des difficultés dans la production d’hydroélectricité à cause des restrictions en eau et en hiver cela est à l'origine de problèmes de faible enneigement des stations de ski. Le climat doux de Seattle favorise la pratique de sports en extérieur comme la marche, le vélo, l’escalade et la natation. Beaucoup de personnes pratiquent des activités autour du lac Green, dans les forêts environnantes, sur les plages du plus grand parc de la ville (Discovery Park), le long du front de mer de la ville, et sur la plage d’Alki. Les randonnées dans la chaîne montagneuse des Cascades ou des Olympics Mountains, le kayak et la navigation sur le Puget Sound et sur le détroit de Géorgie sont également très pratiquées. Les îles San Juan, qui se trouvent sur la route maritime vers Vancouver, sont bien connues des navigateurs.
| Mois                              | jan.  | fév.  | mars  | avril | mai   | juin  | jui. | août  | sep.  | oct.  | nov.  | déc.  | année   |
| --------------------------------- | ----- | ----- | ----- | ----- | ----- | ----- | ---- | ----- | ----- | ----- | ----- | ----- | ------- |
| Température minimale moyenne (°C) | 2,7   | 2,7   | 4,1   | 5,7   | 8,5   | 11,1  | 13,1 | 13,3  | 11,2  | 7,7   | 4,4   | 2     | 7,2     |
| Température moyenne (°C)          | 5,4   | 6,2   | 7,9   | 10,1  | 13,2  | 15,9  | 18,6 | 18,8  | 16,2  | 11,4  | 7,4   | 4,7   | 11,3    |
| Température maximale moyenne (°C) | 8,2   | 9,8   | 11,9  | 14,5  | 17,9  | 20,9  | 24,2 | 24,4  | 21,2  | 15,2  | 10,3  | 7,4   | 15,5    |
| Record de froid (°C)              | −17,8 | −17,2 | −11,7 | −1,7  | −2,2  | 3,3   | 6,1  | 6,7   | −1,7  | −2,2  | −14,4 | −14,4 | −17,8   |
| Record de chaleur (°C)            | 17,8  | 21,1  | 25,6  | 29,4  | 33,9  | 35,6  | 39,4 | 37,2  | 36,7  | 31,7  | 23,3  | 17,8  | 39,4    |
| Ensoleillement (h)                | 69,8  | 108,8 | 178,4 | 207,3 | 253,7 | 268,4 | 312  | 281,4 | 221,7 | 142,6 | 72,7  | 52,9  | 2 169,7 |
| Précipitations (mm)               | 141,2 | 88,9  | 94,5  | 68,8  | 49    | 39,6  | 17,8 | 22,4  | 36,8  | 88,4  | 166,9 | 135,9 | 950,2   |

## Histoire

### Débuts

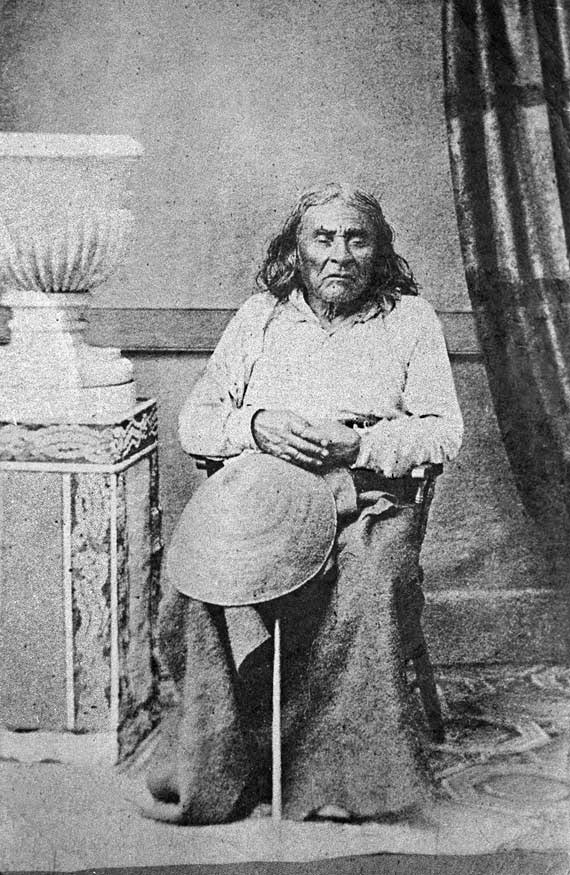
Le chef Sealth (1786-1866).

La région de Seattle est habitée depuis la fin de la dernière période glaciaire du Wisconsin (environ 8 000 ans av. J.-C.). Des fouilles archéologiques effectuées à West Point dans le parc Discovery et à Magnolia confirment que l’emplacement même de la ville est habité depuis au moins 2 000 ans av. J.-C. et peut-être même plus.
Tohl-AHL-too (« maison des Harengs ») et plus tard hah-AH-poos (« endroit à palourdes ») à l’embouchure du fleuve Duwamish étaient habités 600 ans av. J.-C..
La tribu Duwamish occupait au minimum 17 villages au milieu des années 1850. On y trouvait 93 longères amérindiennes (khwaac'ál'al) le long des baies Elliott, Salmon, Portage, du lac Washington, du lac Sammamish, et du court inférieur du fleuve Duwamish.
Le nom « Duwamish » est une anglicisation du mot lushootseed xʷdəw̓ámš (aujourd’hui prononcé xʷdəw̓ábš), « le peuple de l’intérieur », qui est toujours employé pour nommer le fleuve du même nom. Antérieurement, le site était connu sous le nom de Duwamps (ou Duwumps), un nom donné à la rivière par les colons.
Le Groupe Denny, qui était le plus grand groupe de colons européens dans la région, arriva à Alki Point le 13 novembre 1851. Il nomma dans un premier temps le lieu « New York » pour refléter son aspiration d’en faire un port commercial. Ensuite, il renomma le lieu Alki (un nom chinook signifiant ironiquement certains jours). Les colons se déplacèrent ensuite jusque vers Elliott Bay en avril 1852.
Le nom de la ville de Seattle vient du chef Sealth, (siʔáb siʔaɬ en lushootseed, siʔaɬ orthographié Seattle, Sealth ou encore Seathl en anglais), « un homme important » (placé comme chef par le gouverneur territorial) des tribus Duwamish et Suquamish. David Swinson (« Doc ») Maynard, un des fondateurs de la localité, souhaitait vivement que le lieu soit renommé Seattle en hommage au chef indien. L'obstination de Maynard porta ses fruits car la première mention de Seattle apparut le 23 mai 1853 sur des plans du cadastre.
La colonie fut légalement établie en 1855. La localité obtint le statut de cité en 1865, perdit ce titre en 1867 avant de le reprendre en 1869.

### Histoire récente

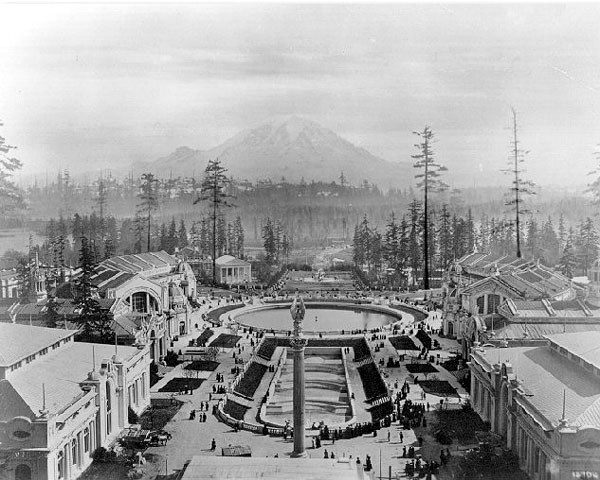
L’exposition de 1909, avec le mont Rainier dans le fond.

Des escarmouches entre les colons blancs et les colons chinois eurent lieu entre 1885 et 1886.
Un des évènements importants de la ville est le grand incendie de 1889 qui détruisit le quartier d'affaires sans faire de morts.
La ruée vers l'or transforma la ville en un important centre de transport pour les marchandises et les passagers.
L’exposition universelle de 1909 concernant la zone Alaska-Yukon-Pacifique constitue en partie le campus de l’université de Washington.
Une importante grève générale se déclencha dans la ville en 1919. Pendant l'Entre-Deux-Guerres, le port de Seattle était le deuxième des États-Unis derrière celui de New York. En relation avec l'Asie orientale, il importait notamment de la soie.
Une Exposition universelle se tint en 1962 dans la ville et en 1990 se déroulèrent les Goodwill Games.
La ville accueillit une réunion de l’APEC en 1993 et une conférence de l’Organisation mondiale du commerce en 1999. Cette dernière suscita une très forte mobilisation sociale, une des premières du mouvement altermondialiste, connue sous le nom de manifestations de Seattle, bataille de Seattle ou émeutes de Seattle.

### Histoire économique
Seattle a connu des cycles économiques caractérisés par plusieurs périodes de croissance successives fondées sur une activité dominante. Seattle fut longtemps une « ville compagnie » ce qui signifie que son économie dépendait uniquement d’une seule activité ou d’une seule entreprise. Le déclin des différentes activités ou des firmes a toujours eu d’importantes conséquences négatives sur la ville. Néanmoins, ces périodes permettaient à la ville de construire des infrastructures neuves.

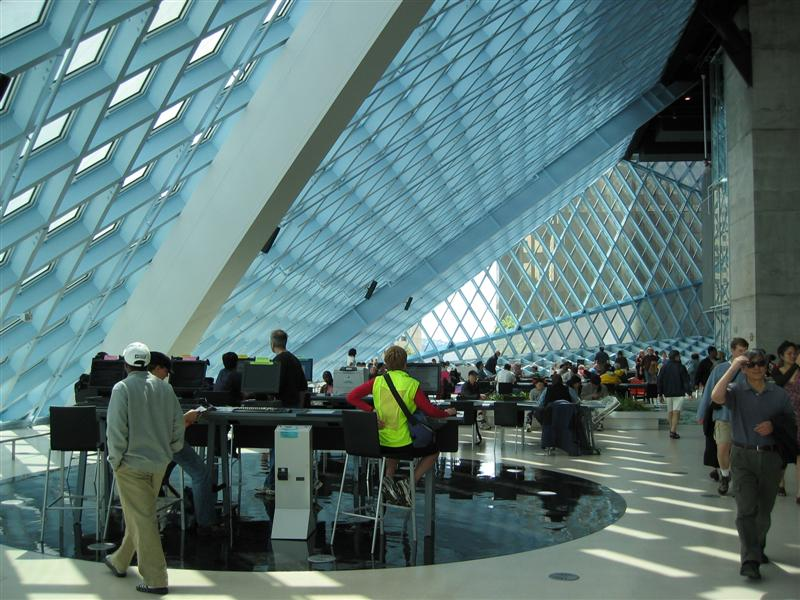
Bibliothèque centrale de Seattle.

Le premier boom économique se fonda sur l’industrie du bois. Cette période de croissance fut accompagnée par un essor de la construction d’infrastructures par la société Olmsted.
Après la grande dépression qui commença en 1893, le second boom économique apparut à la suite de la ruée vers l’or dans la région du Klondike dès 1896. Le 14 juillet 1897, le navire S.S. Portland qui servait à transporter tout l’or de la région fut attaché au port de Seattle. Cet essor économique important se termina au début du XXe siècle. Cet arrêt fit apparaître un grand nombre de nouvelles compagnies. En 1907, James E. Casey fonda la American Messenger Company (qui devint plus tard UPS). On vit également apparaître les entreprises Nordstrom et Eddie Bauer.
Un nouveau cycle basé sur la construction navale arriva rapidement au début du XXe siècle. Le port de Seattle devint également un point d’embarquement important pour les troupes américaines envoyées dans le pacifique nord lors de la Seconde Guerre mondiale. L'industrie Boeing située à proximité fabriquait déjà des bombardiers lors de cette guerre.
Après la guerre, l’économie continua à se développer grâce à la compagnie Boeing qui profita du succès de l’aviation commerciale. Lorsque la situation économique se dégrada à la fin des années 1960 et au début des années 1970, beaucoup de travailleurs quittèrent la ville pour trouver un emploi ailleurs. Témoignage de la crise démographique, un panneau publicitaire dans la ville indiquait même que « le dernier habitant quittant la ville veuille bien éteindre la lumière ».
Seattle resta le quartier général de la société Boeing jusqu’en 2001 lorsque la compagnie souhaita séparer son siège social de ses usines de fabrication. Le siège social s’est ainsi déplacé à Chicago. Seattle dispose toujours dans sa banlieue de l’usine Boeing de Renton où sont toujours fabriqués les 737 et de l’usine d’Everett où sont assemblés les 747, 767, 777 et 787 Dreamliner.
D’autres entreprises de haute technologie se sont installées dans la banlieue de Seattle comme Microsoft, Google, Amazon, RealNetworks, McCaw Cellular (maintenant AT&T Wireless), VoiceStream (maintenant T-Mobile), Philips, Boston Scientific, ZymoGenetics et Amgen. Ces firmes attirèrent énormément de travailleurs et la population augmenta de 50 000 personnes entre 1990 et 2000 selon le recensement américain de 2000 tout en développant la construction de bureaux dans la ville comme dans les autres grandes villes américaines que sont San Francisco, New York, Los Angeles et Boston. Ces compagnies restent puissantes mais le boom s’est arrêté au début de l’année 2001 après un pic du NASDAQ en mars 2000,.

## Politique et administration
| Jenny Durkan (maire de Seattle depuis 2017) · composition du conseil municipal de Seattle |

Le gouvernement de la ville de Seattle est constitué d'un conseil élu au suffrage universel, composé d'un maire et de neuf conseillers. Bruce Harrell est maire de la ville depuis le 1er janvier 2022.
Parmi les anciens maires de la ville, les plus connus sont : 
- Robert Moran, maire de 1888 à 1890, qui participe à la reconstruction de la ville après l'incendie de 1889. Également constructeur de navires, sa société fabrique à Seattle de 1902 à 1907 le navire de guerre USS Nebraska (BB-14). Moran lègue environ 20 km2 de terrain à l’État pour former le parc d'État Moran, situé sur l'île principale de l'archipel San Juan[53].
- Bertha Knight Landes, de 1926 à 1928, qui est la première femme élue aux fonctions de maire d'une grande ville aux États-Unis[54].
- Arthur B. Langlie, de 1938 à 1941, est le seul maire de la ville devenu gouverneur de l'État de Washington[55].

Le 16 février 2005, le maire démocrate Greg Nickels lance l'idée d'appliquer le protocole de Kyoto pour sa municipalité. Il est le principal animateur de la conférence des maires des États-Unis qui adopte en septembre 2006 l’US Mayors Climate Protection Agreement (l'accord des maires des États-Unis sur la protection du climat). Seattle réduit annuellement ses émissions de gaz à effet de serre de 683 000 tonnes. La municipalité rejette désormais 60 % de carbone de moins qu'en 1990, grâce à l'utilisation de véhicules hybrides.
Depuis quelques décennies, les partis au pouvoir dans la ville mènent une politique plus à gauche qu’en moyenne dans le pays. Néanmoins, il existe un petit mouvement de droite. Les élections au niveau de l’État de Washington et au niveau national ont également été gagnées par les démocrates et dans une moindre mesure par le Parti vert qui remporte néanmoins plus de voix à Seattle que dans la plupart des autres villes américaines.

## Démographie
En 2006, après une croissance moyenne de 4 000 citoyens par an depuis 1990, les analystes estiment que la population va encore augmenter de 200 000 personnes d’ici 2040. Cependant, le maire de la ville souhaiterait porter cette augmentation à 350 000 personnes en facilitant l’installation des familles. Le conseil de la cité de Seattle a de son côté voté une loi visant à être moins restrictive concernant la hauteur des immeubles dans plusieurs zones de la ville afin d’augmenter la densité de population. Selon le recensement fédéral de 2020, Seattle est la 18e plus grande ville des États-Unis.
| Groupe            | Seattle | Washington | États-Unis |
| ----------------- | ------- | ---------- | ---------- |
| Blancs            | 69,5    | 77,3       | 72,4       |
| Asiatiques        | 13,8    | 7,2        | 4,8        |
| Afro-Américains   | 7,9     | 3,6        | 12,6       |
| Autres            | 2,4     | 5,2        | 6,2        |
| Métis             | 5,1     | 4,7        | 2,9        |
| Amérindiens       | 0,8     | 1,5        | 0,9        |
| Océaniens         | 0,4     | 0,6        | 0,2        |
| Total             | 100     | 100        | 100        |
|                   |         |            |            |
| Latino-Américains | 6,6     | 11,2       | 16,7       |

L'origine des habitants était à 11,3 % germanique, à 9,1 % irlandaise, à 8,1 % anglaise et à 5 % norvégienne. La population née à l'étranger a augmenté de 40 % entre 1990 et 2000, ce qui montre une forte immigration vers la ville.
Selon l'American Community Survey, pour la période 2011-2015, 77,77 % de la population âgée de plus de 5 ans déclare parler anglais à la maison, alors que 4,37 % déclare parler l'espagnol, 4,07 % une langue chinoise, 2,21 % une langue africaine, 1,76 % le vietnamien, 1,36 % le tagalog, 0,95 % le japonais, 0,82 % le français, 0,75 % le coréen, 0,68 % l'allemand, 0,62 % une langue océanienne, 0,56 % le russe, 0,45 % l'arabe, 0,36 % l'hindi et 3,28 % une autre langue.
| Indicateur :         | Seattle | Washington | États-Unis |
| Hommes (%)           | 49,6    | 49,8       | 49         |
| Femmes (%)           | 50,4    | 50,2       | 51         |
| Âge médian           | 37,7    | 36,7       | 36,4       |
| Moins de 18 ans (%)  | 15,3    | 23,9       | 13,3       |
| 18-64 ans (%)        | 73,6    | 64,6       | 74,6       |
| 65 ans et + (%)      | 11,1    | 11,5       | 12,1       |
| Revenu/hab. ($)      | 38 648  | 27 346     | 25 035     |
| Taux de pauvreté (%) | 12,5    | 11,8       | 13,3       |

Le revenu moyen annuel pour un ménage est de 45 736 dollars et le revenu moyen annuel pour une famille de 62 195 dollars. Les hommes disposent d'un revenu moyen de 40 929 dollars alors que ce dernier ne s'élève qu'à 35 134 dollars pour les femmes. Le revenu par habitant est de 30 306 dollars. 11,8 % de la population et 6,9 % des familles vivent sous le seuil de pauvreté. Par catégorie d'âge, 13,8 % des personnes sous le seuil de pauvreté sont âgés de moins de 18 ans et 10,2 % ont plus de 65 ans.
On estime que[évasif] le comté de King possède plus de 10 000 sans-abris en moyenne par nuit et la plupart sont dans la ville même de Seattle. En septembre 2005, le comté a mis en œuvre un plan décennal pour aider les sans-abris en construisant des logements pour ceux-ci. Le nombre de sans-abris est en augmentation constante (8 % de plus entre 2016 et 2017).
En 2006, une étude de l’université de Californie à Los Angeles montra que Seattle possédait un des plus hauts taux de population gay et lesbienne par habitant. 12,9 % de la population est gay, lesbienne, ou bisexuelle, ce qui place Seattle au second rang des grandes villes américaines au regard de la population gay et lesbienne juste derrière San Francisco,.
En 2005, le magazine Men's Fitness donna le titre à Seattle de ville ayant la plus importante pratique sportive aux États-Unis.

## Culture

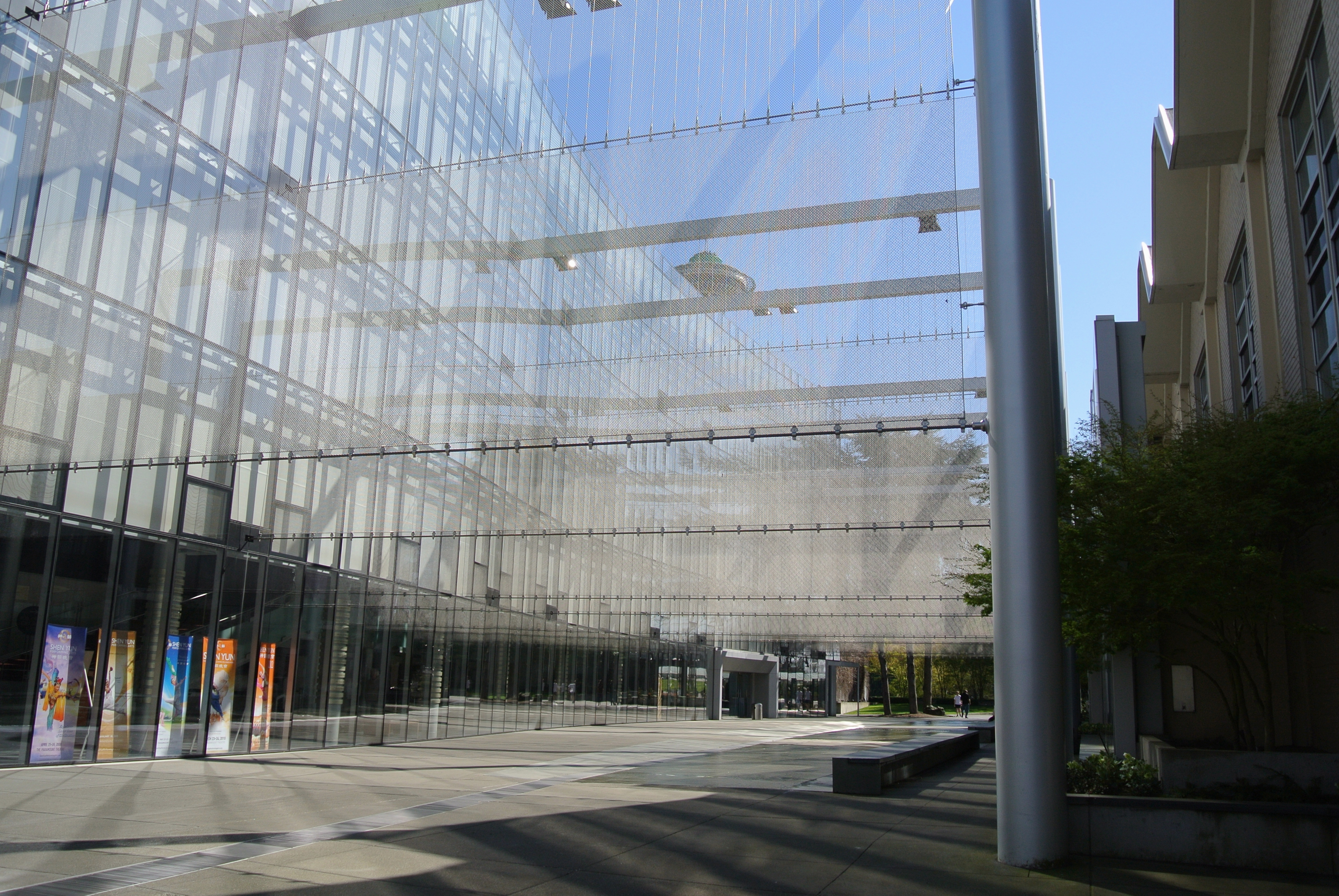
McCaw Hall, siège de l'opéra et du ballet de Seattle

Seattle est souvent considérée comme le berceau de la musique grunge grâce à des artistes et des groupes célèbres originaires de la ville comme Nirvana, Pearl Jam, Soundgarden, Alice in Chains, Green River, Screaming Trees et Mudhoney. Ces groupes ont touché une large audience dans les années 1990. La ville possède également une scène avant-gardiste comme les jazzmen Bill Frisell et Wayne Horvitz, le rappeur Sir Mix-a-Lot, le saxophoniste Kenny G, le groupe de heavy metal Nevermore, le groupe de rock industriel KMFDM, et les groupes pop/rock Aiden, Goodness et The Presidents of the United States of America.
Jimi Hendrix et Duff McKagan (Guns N' Roses) sont originaires de la ville et tout comme Nikki Sixx (Mötley Crüe) et Quincy Jones, ils ont passé une partie de leur période de formation dans la ville. Ann et Nancy Wilson du groupe Heart sont classées également comme musiciennes de la ville, même si elles sont originaires de la localité voisine de Bellevue tout comme le groupe de metal progressif Queensrÿche.
Depuis la naissance du mouvement grunge, la région a vu émerger diverses scènes musicales alternatives. Le label Sub Pop basé à Seattle (premier label du groupe Nirvana) a signé avec des groupes comme Murder City Devils, Sunny Day Real Estate, Skinny Puppy et The Postal Service. Citons également dans la région de Seattle les groupes Death Cab for Cutie, Foo Fighters, Modest Mouse, Alicia Dara, MxPx, Band of Horses et Sleater-Kinney. Un peu avant, Seattle a vu naître les groupes musicaux The Brothers Four, The Ventures, Young Fresh Fellows, The Posies, The Fastbacks, The Gits et Seven Year Bitch.
La ville de Seattle est reconnue depuis de nombreuses années comme un centre régional important pour les spectacles vivants. L’orchestre symphonique de Seattle qui joue surtout dans la salle Benaroya Hall fait partie des orchestres les plus enregistrés au monde. L’Opéra de Seattle et le Pacific Northwest Ballet qui jouent en général dans la salle McCaw Hall sont célèbres notamment pour leurs performances dans la reprise des œuvres de Richard Wagner. L’école PNB School fondée en 1974 se place parmi les 3 meilleures écoles enseignant la danse aux États-Unis.
La poésie fait également partie de la scène artistique de Seattle. Celle-ci s’est développée en parallèle avec le rock indépendant durant les années 1980 et 1990. La scène de la poésie de Seattle est en grande partie originaire de la ville de Chicago avec par exemple la venue de Paul Granert. Des lectures hebdomadaires et le développement de clubs spécifiques comme le Weathered Wall, le OK Hotel, et le Ditto Tavern (tous disparus depuis) ont permis à la poésie de se développer. Seattle envoie une équipe chaque année participer au concours national de poésie. Des poètes talentueux comme Buddy Wakefield (deux fois champion du concours mondial de poésie), comme Anis Mojgani (deux fois champion national de poésie) et comme Danny Sherrardune (une fois champion national de poésie). Seattle a accueilli le concours national de poésie en 2001 et un festival bisannuel de poésie trouve sa place dans la ville depuis 1997.

### Musées

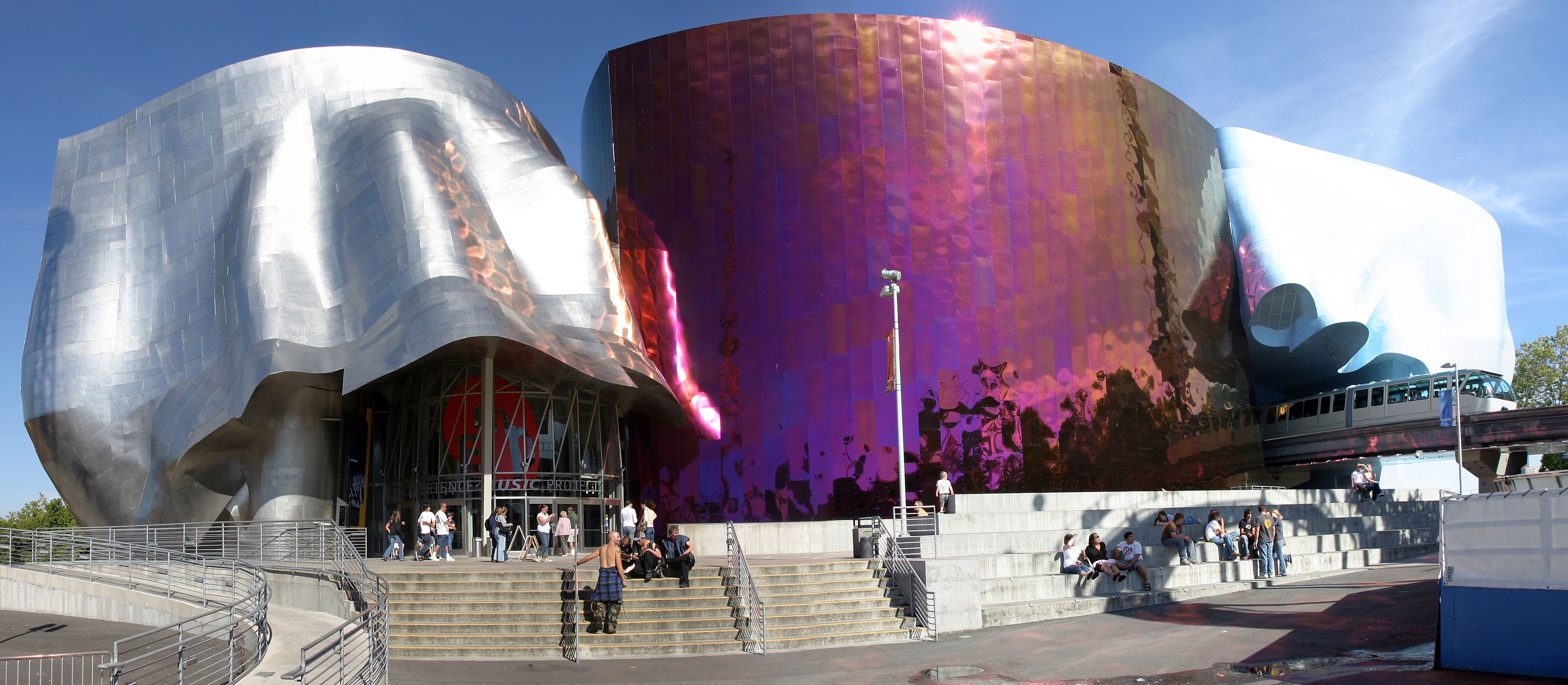
Experience Music Project de Seattle de Paul Allen et Frank Gehry.

Parmi les événements culturels importants de la ville, citons le festival annuel international du film de Seattle qui dure 24 jours. Des fêtes et des concerts ont lieu la semaine du Memorial Day, durant le week-end de la Fête du Travail et durant les mois de juillet et août. Tous ces évènements attirent plus de 100 000 visiteurs chaque année,,. La ville possède également de nombreux évènements culturels amérindiens pow-wows et un festival grec.

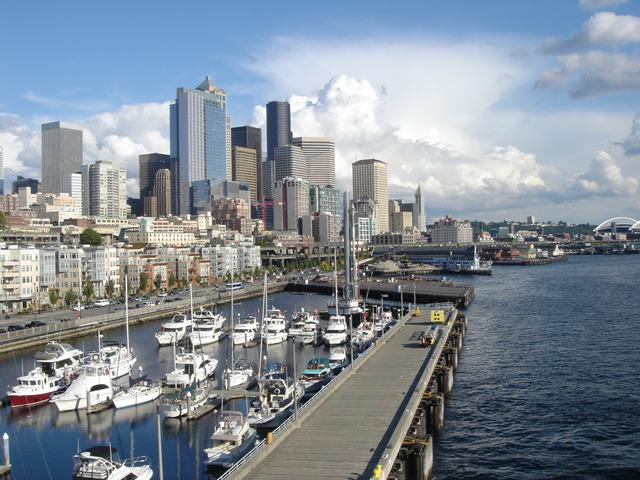
Front de mer de Seattle vu du pont d’un navire.

Comme dans beaucoup de grandes villes, Seattle propose énormément d’autres activités de moindre ampleur comme des foires aux livres et aux mangas, une exposition de jeux vidéo avec des compétitions entre gamers, un festival de cinéma gay et lesbien, une course cycliste reliant la ville à Portland et une parade de la Gay Pride avec son propre festival. Cette gay pride qui était cantonnée à Capitol Hill jusque 2006 s’est étendue à toute la ville.
Le musée d’art Henry Art Gallery est ouvert depuis 1927 ce qui en fait un des premiers musées d’arts de l’État de Washington. Le principal musée d’art de la ville nommé Seattle Art Museum ouvrit ses portes en 1933 et fut totalement rénové en 2007. Le Seattle Art Museum expose des œuvres d’art d’Europe, d’Afrique et du Moyen-Orient. La firme d’architecture Scott, Venturi & Brown a dessiné récemment les plans d’une extension de 10 000 m2, dont l’entrée sera inaugurée le 5 mai 2007. D’autres collections sont également exposées aux musées Frye Art Museum et Seattle Asian Art Museum.
Des collections retraçant l’histoire de la région sont présentes au Loghouse Museum d’Alki, dans le parc historique national le Klondike Gold Rush, dans le musée Burke d'histoire naturelle et de culture et dans le musée d’histoire et de l’industrie. Citons également des collections industrielles dans le Center for Wooden Boats, dans le Seattle Metropolitan Police Museum et dans le musée de l’aviation (Museum of Flight). Des collections ethniques locales sont présentes au Nordic Heritage Museum et au Wing Luke Asian Museum.
Le jardin zoologique (Woodland Park Zoo) est ouvert depuis 1889 et a été racheté par la ville en 1899. L'aquarium de Seattle est ouvert depuis 1977 et rénové depuis 2006. Le circuit nommé Seattle Underground Tour montre aux visiteurs des lieux ayant résisté au grand incendie de la ville. La cité possède également plusieurs centres récréatifs et plusieurs plages.
En 2000 ouvre dans le Seattle Center, l'Experience Music Project de Seattle financé en grande partie par le mécène milliardaire Paul Allen. Dans un bâtiment signé par le célèbre architecte Frank Gehry, l'Experience Music Project regroupe un centre culturel, une salle de concert, un musée interactif du Rock 'n' roll en l'honneur tout particulier de Jimi Hendrix, et un musée sur la science-fiction.

### Architecture

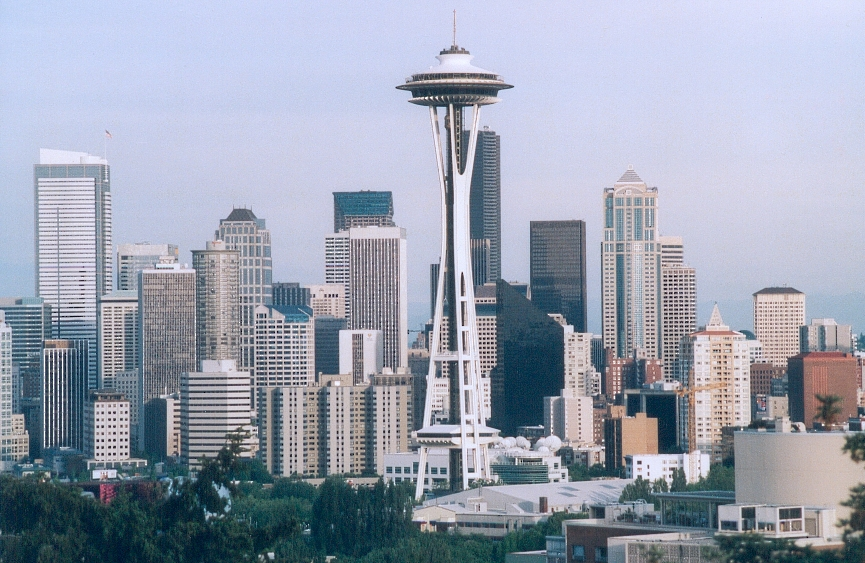
Vue du parc Kerry où l’on peut apercevoir le Space Needle et le quartier d'affaires en arrière-plan

Avec ses 185 mètres de haut, le Space Needle est le point de repère le plus représentatif de la ville. Il a été utilisé pour le logo du programme de télévision Frasier et est apparu en arrière-plan de nombreuses séries comme Grey's Anatomy et Dark Angel. Le Needle date de 1962. Contrairement à des croyances populaires, il n’est pas le plus grand édifice de la ville ni de sa banlieue. Cela s’explique par le fait que la plupart des photos de l’édifice se font dans le parc Kerry qui donne une impression de grandeur par rapport aux autres buildings car ceux-ci sont plus éloignés. Les surfaces entourant le Needle sont le théâtre de nombreux évènements culturels. Le monorail de Seattle relie l’édifice à un centre commercial situé à environ deux kilomètres.
Seattle et son agglomération comptent plus de 70 gratte-ciel.
Depuis 1985, l’immeuble du Columbia Center est le plus haut de Seattle et est l’immeuble comportant le plus d’étages aux États-Unis à l’ouest du fleuve Mississippi. Il est également le quatrième plus grand gratte-ciel à l’ouest du Mississippi et le septième de tout le pays. Le 16 juin 2004, la commission nationale sur les attaques terroristes du 11 septembre 2001 expliqua que le plan original des terroristes visait le Columbia Center.
La tour Smith Tower était la plus haute construction de la côte ouest des États-Unis à son ouverture en 1914 avant d’être détrônée par le Space Needle en 1962. La société Starbucks Coffee est située à Pike Place Market depuis sa création en 1971. Le premier magasin est toujours en activité un peu plus au sud de son premier emplacement. Le Starbucks Center dans la banlieue sud est l’immeuble le plus étendu de la ville.
Parmi les autres édifices représentatifs de la ville sont le Pike Place Market, le Fremont Troll, l’Experience Music Project, la bibliothèque centrale et la bibliothèque centrale de Seattle fut dessinée par l’Office for Metropolitan Architecture.
Parmi les édifices religieux, l'un des plus importants est la cathédrale Saint-James de Seattle dédiée au culte catholique.
Un autre édifice religieux notable est la chapelle de Saint Ignatius. La chapelle située sur le site de l’université de Seattle fut dessinée par Steven Holl
Les rues de Seattle sont orientées selon les quatre points cardinaux sous forme d’un quadrillage sauf dans le quartier des affaires. Dans le passé, des maires avaient insisté pour que les rues de ce quartier soient orientées selon les rives de la baie plutôt que par rapport au nord géographique. La conséquence est que les jonctions des rues entre ce quartier et le reste de la cité se font avec des angles assez inhabituels. Cela provoque également de nombreuses confusions chez les visiteurs et chez les nouveaux arrivants qui essaient de retrouver leurs chemins à la limite du quartier des affaires. À cause de la topographie du site, la ville n'est traversée intégralement du nord au sud que par deux couloirs : la route 99 et l'Interstate 5.

### Enseignement

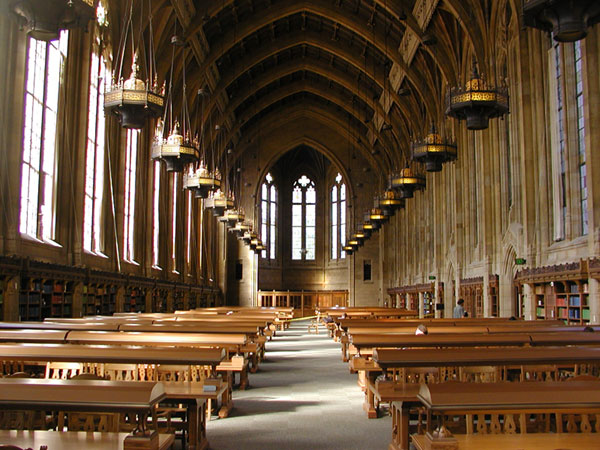
Intérieur de la bibliothèque Suzzallo Library de l’université de Washington.

47,2 % (pour une moyenne nationale de 24 %) de la population de plus de 25 ans dispose au minimum d’un diplôme de niveau baccalauréat universitaire ou supérieur. 93 % de la population possède un diplôme de l’enseignement secondaire ou équivalent. En plus des institutions de formation habituelles, la ville propose des programmes d’alphabétisation pour adultes et la pratique de l’Instruction à la maison est répandue.
La ville doit faire face à de nombreux défis dans son éducation au vu du nombre important d’immigrés attirés dans la ville et souvent regroupés dans des quartiers généralement divisés ethniquement surtout au sud de la ville. Des programmes d’aide à la déségrégation ont ainsi été menés par la ville. En 2006, la Cour suprême des États-Unis a décidé que la race des élèves n’était pas le seul critère légal de déségrégation et qu’il fallait tenir compte d’autres facteurs dont les facteurs socio-économiques.
Seattle accueille une des universités publiques les plus reconnues du pays. L’université de Washington située dans le University District compte environ 40 000 étudiants et est la plus grande du Nord-Ouest des États-Unis. Elle figure en haut du classement des universités américaines pour le nombre de recherches. L’université est ainsi classée en première position dans les domaines de la recherche de la productivité dans l’administration, en génétique et en écologie. Le classement mondial des universités QS la met en 68e position au niveau mondial en 2019. Les autres universités importantes sont l’université de Seattle (environ 6 300 étudiants) et l’université Pacifique de Seattle (3 700 étudiants). D’autres plus petites institutions sont également présentes comme la City University of Seattle, l’Antioch University Seattle et l’école artistique Cornish College of the Arts.

### Bibliothèques

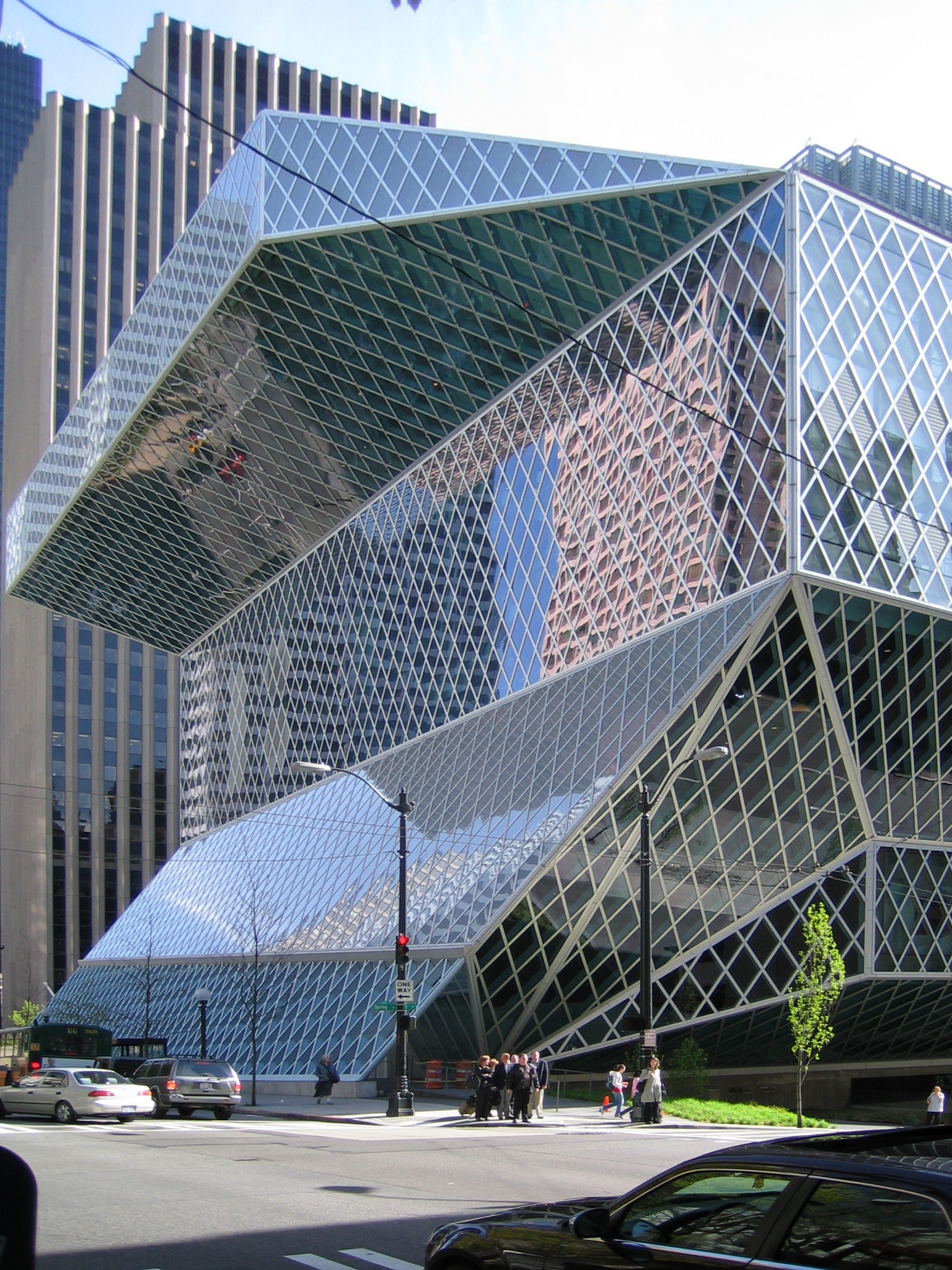
Bibliothèque centrale de Seattle (2004)

Seattle possède un large réseau de bibliothèques publiques, desservant ses divers quartiers, parfois même à vélo grâce au projet "Books on bikes". La bibliothèque centrale, œuvre de Rem Koolhaas, a ouvert ses portes en 2004.
La bibliothèque historique Ballard Carnegie Library dessert le quartier de Ballard.

### Cinéma

Vue panoramique de Seattle depuis le Space Needle.

La ville est surtout connue au cinéma grâce au film Nuits blanches à Seattle. C’est en effet dans cette ville que s’est déroulée l’histoire d’amour entre Meg Ryan et Tom Hanks.
Le film Wargames (1983) qui a fait connaître l’acteur Matthew Broderick, s’est également déroulé dans cette ville.
La comédie Dix bonnes raisons de te larguer avec Heath Ledger et Julia Stiles se passe également dans cette ville.
Les événements qui ont entouré la réunion de l'Organisation mondiale du commerce en 1999 ont par ailleurs donné lieu à un film de Stuart Townsend, Bataille à Seattle, en 2008.
Seattle est aussi un lieu assez important de la saga Twilight, puisque c'est la ville ravagée par les nouveau-nés créés par Victoria dans le but de tuer Bella dans le roman Hésitation et son adaptation cinématographique sortie en 2010. 
Le film Chronicle, sorti en 2012, se déroule à Seattle.
L'action du film Cinquante nuances de Grey se déroule à Seattle.

### Séries télévisées
- iCarly.
- Dark Angel.
- Dead Like Me.
- Grey's Anatomy[111].
- Grey's Anatomy : Station 19
- Frasier.
- Ghost Whisperer. Kyle, que l'on surnomme Mac, le premier amour de Melinda, habite Seattle dans l'épisode 1 de la saison 2. Il se fait percuter par une voiture au moment de prendre l'avion à l'aéroport de la ville.
- Kyle XY.
- Jericho : Seattle fait partie des villes détruites lors de l'attaque nucléaire qui ouvre la série.
- John Doe.
- Les 4400.
- The Killing.
- Harper's Island : à l'occasion d'un mariage, famille et amis se retrouvent sur une île au large de Seattle, réputée pour un meurtre perpétré par un maniaque sept ans plus tôt.
- True Justice : Série policière avec Steven Seagal.
- iZombie.
- Dirk Gently, détective holistique, dont l'action de l'ensemble de la saison 1 se déroule à Seattle.
- Colony, dont la saison 3 se passe en partie à Seattle.

### Jeux vidéo
La ville est présente dans l'univers uchronique du jeu vidéo World in Conflict, où, selon le scénario, elle est la proie d'une violente bataille après une invasion soviétique, en 1989.
C'est également à Seattle que se déroule l'action du jeu de rôle Shadowrun et que vit le héros de Killer7.
Le jeu infamous: Second Son se déroule dans la ville de Seattle.
Le jeu vidéo Gran Turismo 4 propose un circuit du centre-ville de Seattle.
Seattle est représentée dans le jeu The Crew en modèle réduit mais représentant les lieux emblématiques de la ville.
Dans Call of Duty: Advanced Warfare, une des missions du jeu se déroule dans une centrale nucléaire de Seattle.
Dans le jeu Life Is Strange, Max Caulfield a vécu à Seattle pendant plusieurs années avant de retourner à Arcadia Bay pour ses études de photographie à l'académie de Blackwell. La ville de Seattle est décrite comme lumineuse et faite pour les artistes.
Le jeu The Last of Us Part II se déroule à Seattle en 2038, dans un environnement post-apocalyptique.

## Économie

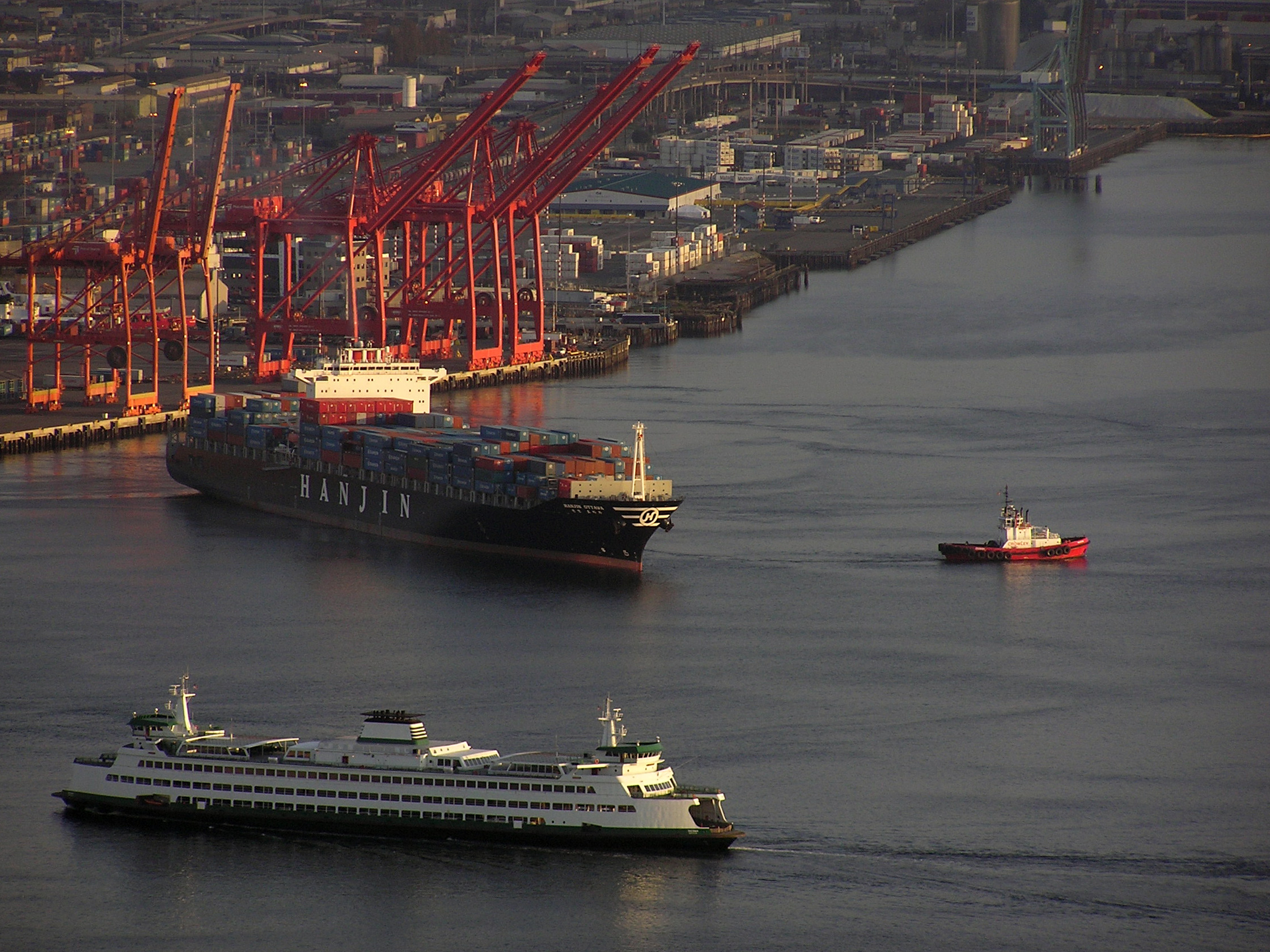
Le port de Seattle

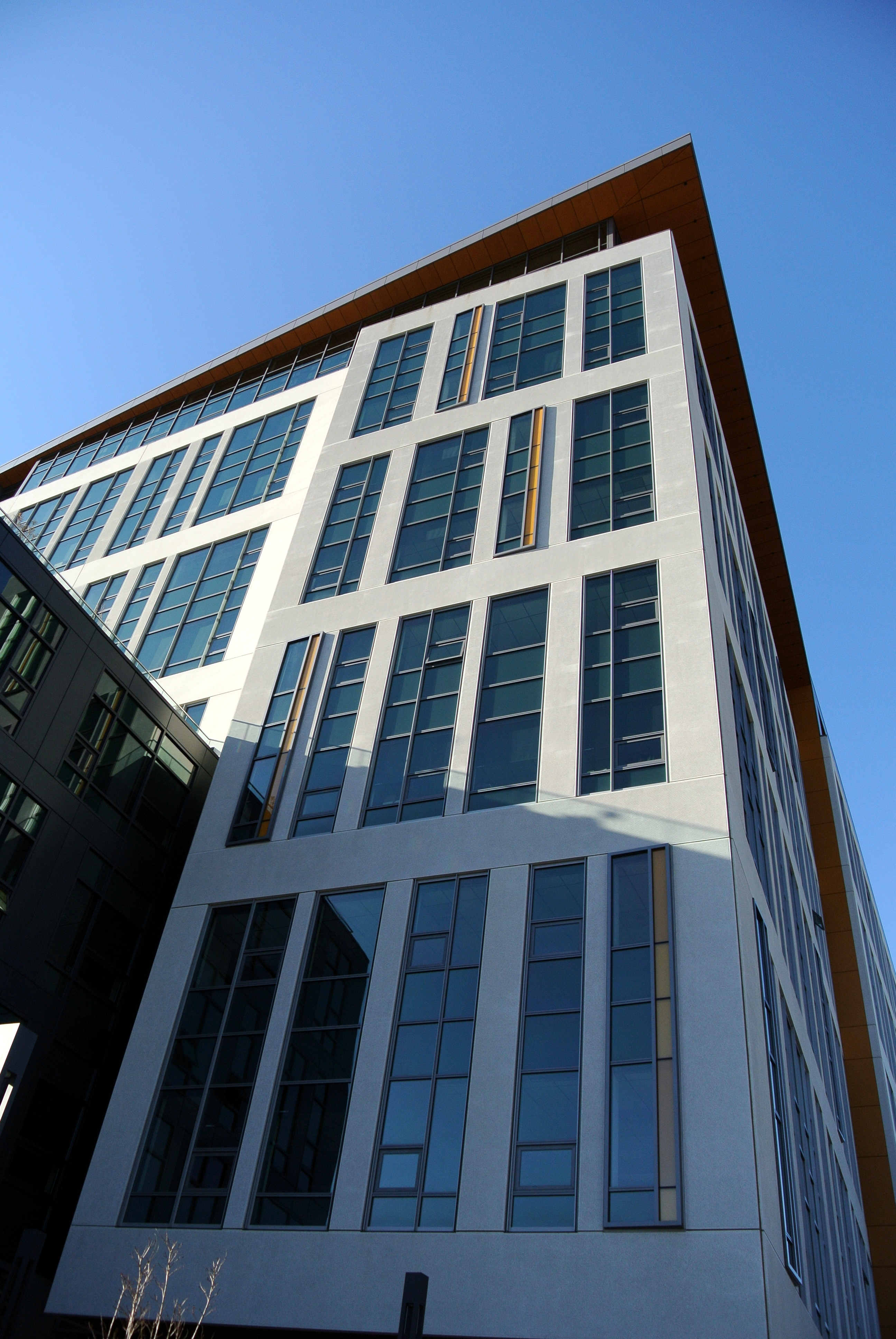
Bâtiment du siège d'Amazon à Seattle

En 2006, cinq des 500 compagnies les plus importantes aux États-Unis avaient leurs quartiers généraux installés dans le centre de Seattle. Il s’agit de Washington Mutual (no 99), Amazon (no 272), Nordstrom (no 293), Starbucks coffee (no 338), et Safeco Corporation (no 339). À proximité du centre, on retrouve Costco Wholesale Corp. (no 28), Microsoft (no 48), Nintendo of America, McCaw Cellular (AT&T Wireless), la compagnie forestière Weyerhaeuser (no 90), et le fabricant de camions Paccar (no 157).
La compagnie aéronautique Boeing (no 26) a déplacé son quartier général vers Chicago en 2001. Deux usines subsistent néanmoins à proximité de la ville à Everett et Renton ce qui fait que la société reste le plus grand pourvoyeur d’emplois privés de la région même si son quartier général n’y est plus.
En 2006, le maire de Seattle Greg Nickels souhaitait développer l’industrie des biotechnologies. Des initiatives visent à attirer de telles entreprises dans la région pour qu’elles rejoignent les compagnies déjà présentes comme Corixa (GlaxoSmithKline), Immunex (Amgen), et ZymoGenetics. Certaines personnes critiquent ces investissements qui seraient, selon elles, surtout profitables au milliardaire Paul Allen. En 2006, le journal Expansion Magazine classa la ville parmi les 10 villes où le climat est le plus favorable aux affaires.
En 2005, Forbes classa la ville de Seattle comme la ville la plus chère pour acheter une habitation en fonction du niveau des revenus locaux.

### Autres compagnies
Les autres compagnies ayant leur siège à Seattle sont :
- Alaska Air Group
- Bungie Studios
- Corbis
- Cranium, Inc.
- Cray Inc.
- Drugstore.com
- Eddie Bauer
- Expedia.com
- Expeditors International
- Fantagraphics Books
- Frank Russell Company
- Getty Images
- Holland America Line
- JetPunk
- Jones Soda
- Labor Ready, Inc.
- PopCap Games
- Plum Creek Timber
- Pyramid Breweries, Inc.
- RealNetworks
- Redhook Ale Brewery
- Recreational Equipment, Inc.
- Seattle's Best Coffee
- Shurgard Storage Centers
- T-Mobile USA
- Todd Pacific Shipyards
- Tully's Coffee
- Utilikilts
- Vulcan Inc.
- Washington Federal Savings
- Windermere Real Estate

### Presse écrite
Les trois journaux principaux de la ville sont les quotidiens The Seattle Times, le Seattle Post-Intelligencer, et The Stranger.

## Voies de communication et transports

### Transports en commun

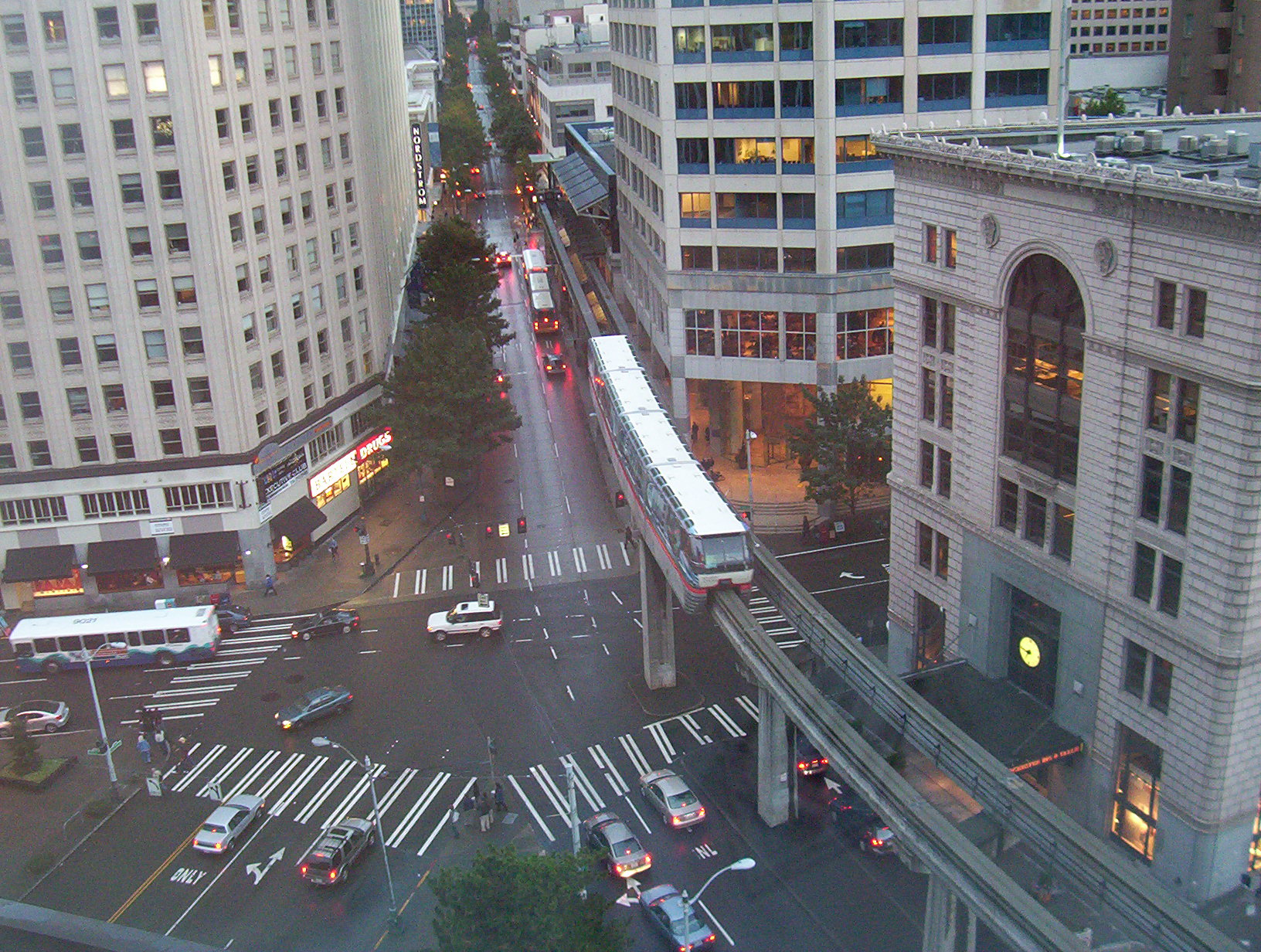
Le monorail de Seattle.

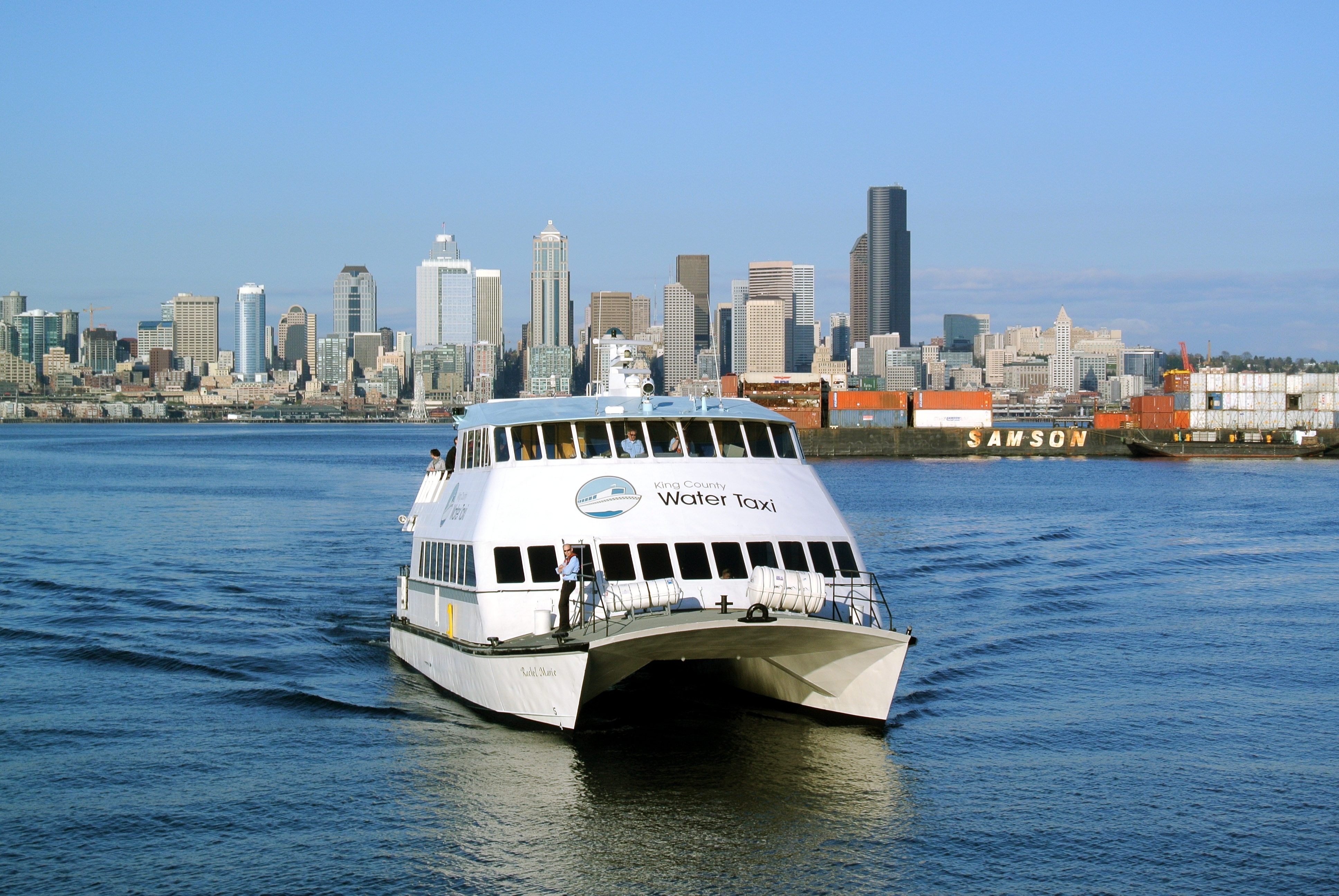
King County water taxi et centre de Seattle.

Bien que la ville de Seattle dispose de moyens de transport en commun comme le rail et les bus, les déplacements sont largement dominés par les voitures.
Le premier tramway dans la ville est apparu en 1889 pour répondre aux besoins de la population habitant en périphérie de la ville. L’arrivée de la voiture entraîna la perte de plusieurs lignes de tramway. La ligne Tacoma-Seattle ferma en 1929 et celle vers Everett en 1939. Un système d’autoroutes se développa en même temps que le nombre de véhicules augmentait. Les rails furent ainsi enlevés ou recouverts de tarmac. L’arrivée des trolleybus apporta le coup final au tramway en 1941. Un réseau développé de bus permit de gérer le déplacement des navetteurs dans la ville mais également dans toute la région.
Seattle est pourvue de trois services de transport. Le premier est le King County Metro qui offre des arrêts fréquents sur ses lignes trolleybus en ville et vers les comtés voisins. Tout comme Vancouver et Edmonton au Canada, Seattle est une des rares villes d’Amérique du Nord à utiliser des trolleybus électriques.
Le deuxième service est le Sound Transit qui offre des services express de bus et de trains entre le centre-ville et la banlieue de Seattle. Le 18 septembre 2000, ce service a inauguré une nouvelle ligne de chemin de fer reliant la ville à celle de Tacoma en banlieue sud ainsi qu’une ligne allant jusqu'à la ville de Everett en banlieue nord. D’une durée estimée à six ans, des travaux ont débuté en 2003 pour relier l’aéroport international de Seattle-Tacoma (SeaTac Intl Airport) au réseau ferroviaire existant. Une ligne reliant l’université de Washington à Capitol Hill a également été approuvée. D’autres expansions du réseau sont aussi à l’étude notamment pour relier au réseau existant les localités de Northgate, de Bellevue, de Redmond, de Federal Way et même jusque Tacoma.
Le troisième service est le Washington State Ferries, qui gère le plus grand réseau de transport maritime par ferry aux États-Unis. Celui-ci connecte la ville aux îles Bainbridge et Vashon Island dans le Puget Sound et les localités de Bremerton et Southworth sur la péninsule de Kitsap. Le réseau est constitué de dix routes (4 desservent Seattle), vingt terminaux (2 à Seattle), et vingt-huit navires (8 pour Seattle).
Un monorail de faible longueur construit pour l’exposition de 1962 relie le centre-ville à la toute proche banlieue. La ligne est utilisée par les touristes et par quelques navetteurs de la banlieue nord attirés par la rapidité et les prix inférieurs par rapport aux prix des stationnements en ville. Le 26 novembre 2005, deux monorails sont entrés en collision dans une courbe. Le service fut supprimé pendant neuf mois durant la réparation. Un projet visant à allonger la ligne de monorail fut lancé dans les années 1990 mais le projet ne vit pas le jour.

### Transport aérien
La ville possède également l’aéroport international de Seattle-Tacoma (communément appelé aéroport de Sea-Tac). Situé en banlieue sud dans la ville de SeaTac, et géré par la compagnie Port of Seattle, il propose des vols à destination de Paris, Londres, Amsterdam et Tokyo. La compagnie Alaska Airlines possède son hub dans l’aéroport. En 2006, l’aéroport a accueilli environ 30 millions de passagers.
Un autre aéroport du nom de Boeing Field, (aussi nommé aéroport international du comté de King) est situé à Seattle. Il est surtout utilisé pour du fret et pour les essais et livraisons des avions Boeing construits à proximité. Southwest Airlines et Alaska Airlines ont demandé récemment la permission de quitter l’aéroport Sea-Tac mais cela leur a été refusé.

### Viaduc Alaskan Way

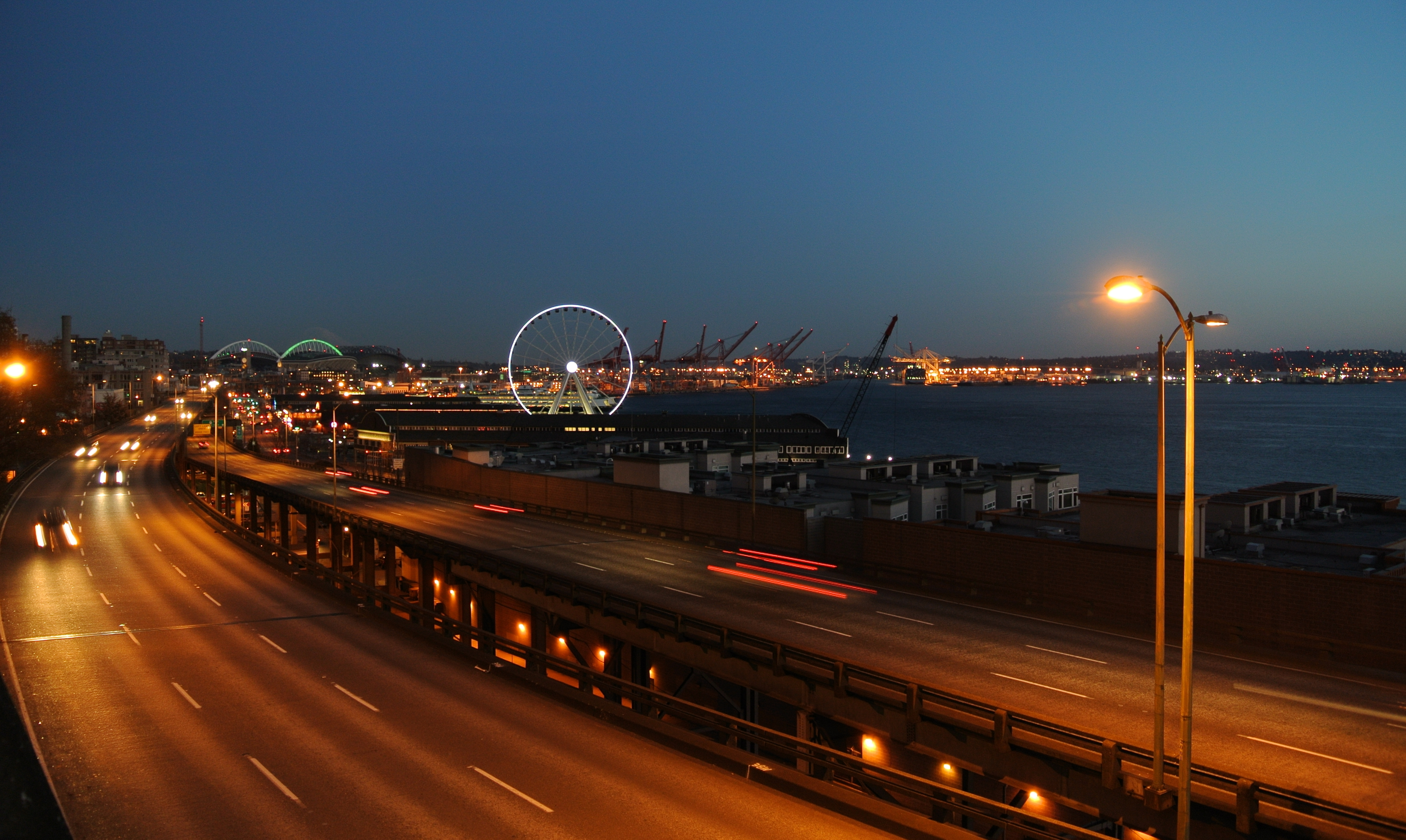
Viaduc Alaskan Way.

Terminé le 4 avril 1953, le viaduc  est une section surélevée de la route d’État 99 de l'État de Washington. Cette route qui longe le front de mer de la ville est surélevée au niveau de la zone industrielle et dans la banlieue. C'est le plus petit des deux corridors qui traversent la ville dans la direction nord-sud. Environ 110 000 véhicules y transitent en moyenne chaque jour.
Le tremblement de terre de 2001 endommagea en partie le viaduc et la digue le supportant ; 3,5 millions de dollars furent dépensés pour réparer les dégâts. Pourtant, des experts donnent 5 % de chances de voir le viaduc détruit par un tremblement de terre dans les décennies à venir. Des inspections bisannuelles sont réalisées depuis le tremblement de terre et de nouveaux dégâts ont ainsi été découverts. Bien que des discussions aient eu lieu, aucune décision quant à l’avenir du viaduc n’a été prise. Le 13 mars 2007, un vote pour le remplacement du viaduc fut négatif.
Le 12 juillet 2009, le remplacement d'une section de 3,2 km de ce viaduc par un tunnel a été approuvé. C'est la section la plus proche de la ville qui est concernée. Les travaux ont été financés par l'État de Washington, le comté de King ainsi que par la ville et le port de Seattle.
Le 11 janvier 2019, le viaduc Alaskan Way est définitivement fermé à la circulation. La route d'État 99 emprunte, depuis le 4 février 2019, un tunnel à 2 × 2 voies construit sous la ville entre le quartier de SoDo au sud et le quartier de South Lake Union au nord. Le viaduc sera entièrement démoli[Quand ?] pour permettre une réhabilitation de l'espace.

## Infrastructures

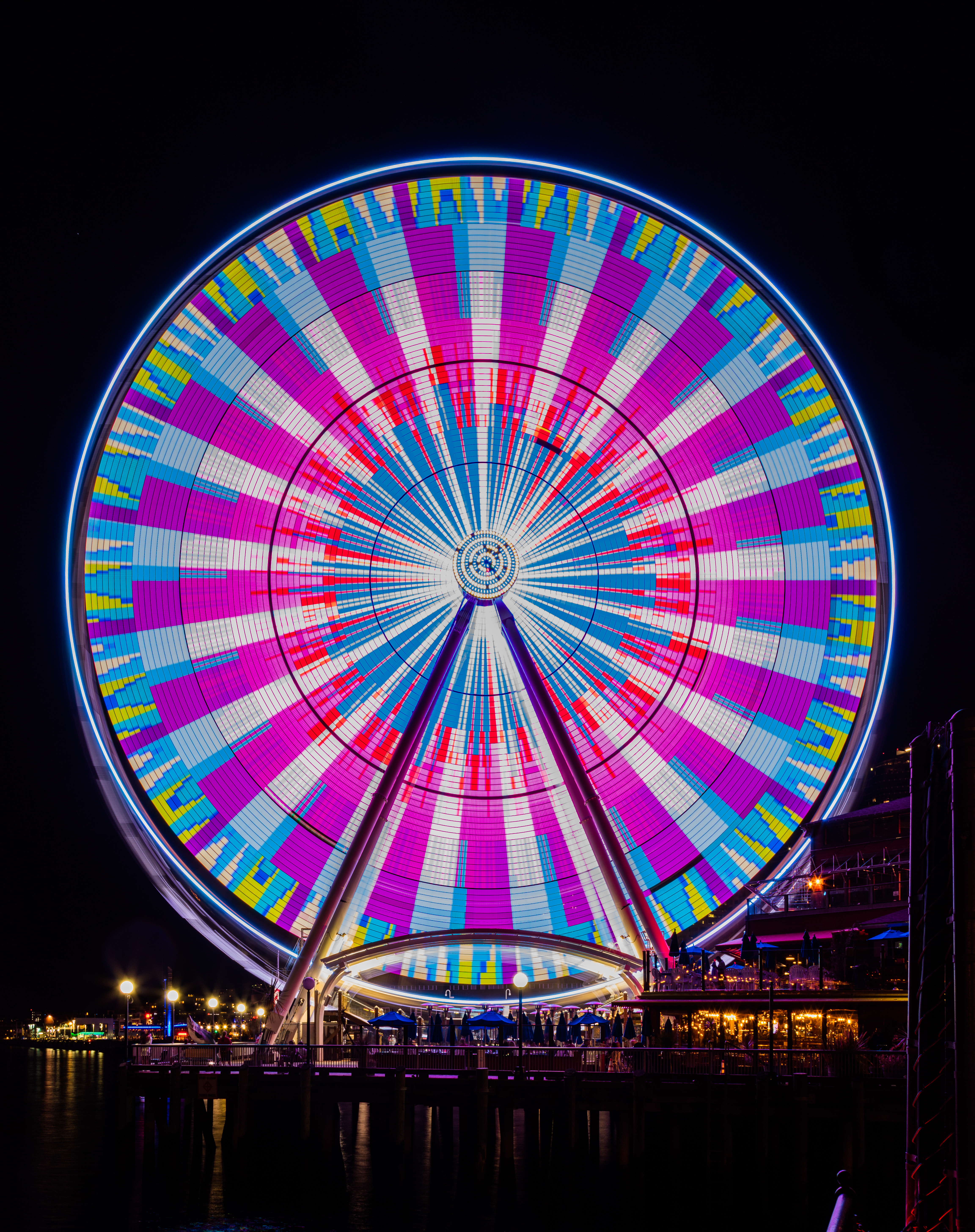
Grande roue de Seattle, dans la baie Elliott. Septembre 2017.

Group Health Cooperative est le principal fournisseur de soins de santé dans le nord-ouest des États-Unis. Disposant de son propre centre médical, l’université de Washington est un des principaux centres de recherche dans le domaine médical aux États-Unis. Seattle dispose également de services paramédicaux depuis la création de Medic One en 1970.
La plupart des hôpitaux de la ville sont situés dans le quartier nommé First Hill. Le centre médical Harborview Medical Center appartenant à l’hôpital public du comté est le seul hôpital soignant les Traumatismes de Niveau 1 pour les États d’Alaska, du Montana, de l’Idaho et de Washington. Les centres médicaux Virginia Mason Medical Center et Swedish Medical Center sont également situés dans le même quartier. Cela vaut au quartier de porter le nom de Pill Hill (colline de la pilule).
L'eau et l'électricité sont fournies par des sociétés publiques comme la Seattle Public Utilities et la Seattle City Light. Il existe également quelques compagnies privées. La Puget Sound Energy fournit ainsi le gaz naturel, la Seattle Steam Company de la vapeur, Qwest de la téléphonie fixe et Comcast la télévision par câble.

### Sport professionnel
| Club                    | Sport              | Ligue                                          | Stade                |
| ----------------------- | ------------------ | ---------------------------------------------- | -------------------- |
| Mariners de Seattle     | Baseball           | MLB (Ligue majeure de baseball)                | T-Mobile Park        |
| Seahawks de Seattle     | Football américain | NFL (National Football League)                 | Lumen Field          |
| Kraken de Seattle       | Hockey sur glace   | NHL (Ligue nationale de hockey)                | Climate Pledge Arena |
| Sounders FC de Seattle  | Soccer (football)  | MLS (Major League Soccer)                      | Lumen Field          |
| Storm de Seattle        | Basket-ball        | WNBA (Women's National Basketball Association) | Climate Pledge Arena |
| Thunderbirds de Seattle | Hockey sur glace   | LHOu (Ligue de hockey de l'Ouest)              | Climate Pledge Arena |
| OL Reign                | Soccer (football)  | NWSL (National Women's Soccer League)          | Starfire Stadium     |
| Mist de Seattle         | Football américain | X League (Extreme Football League)             | ShoWare Center       |
| Seawolves de Seattle    | Rugby à XV         | MLR (Major League Rugby)                       | Starfire Sports      |

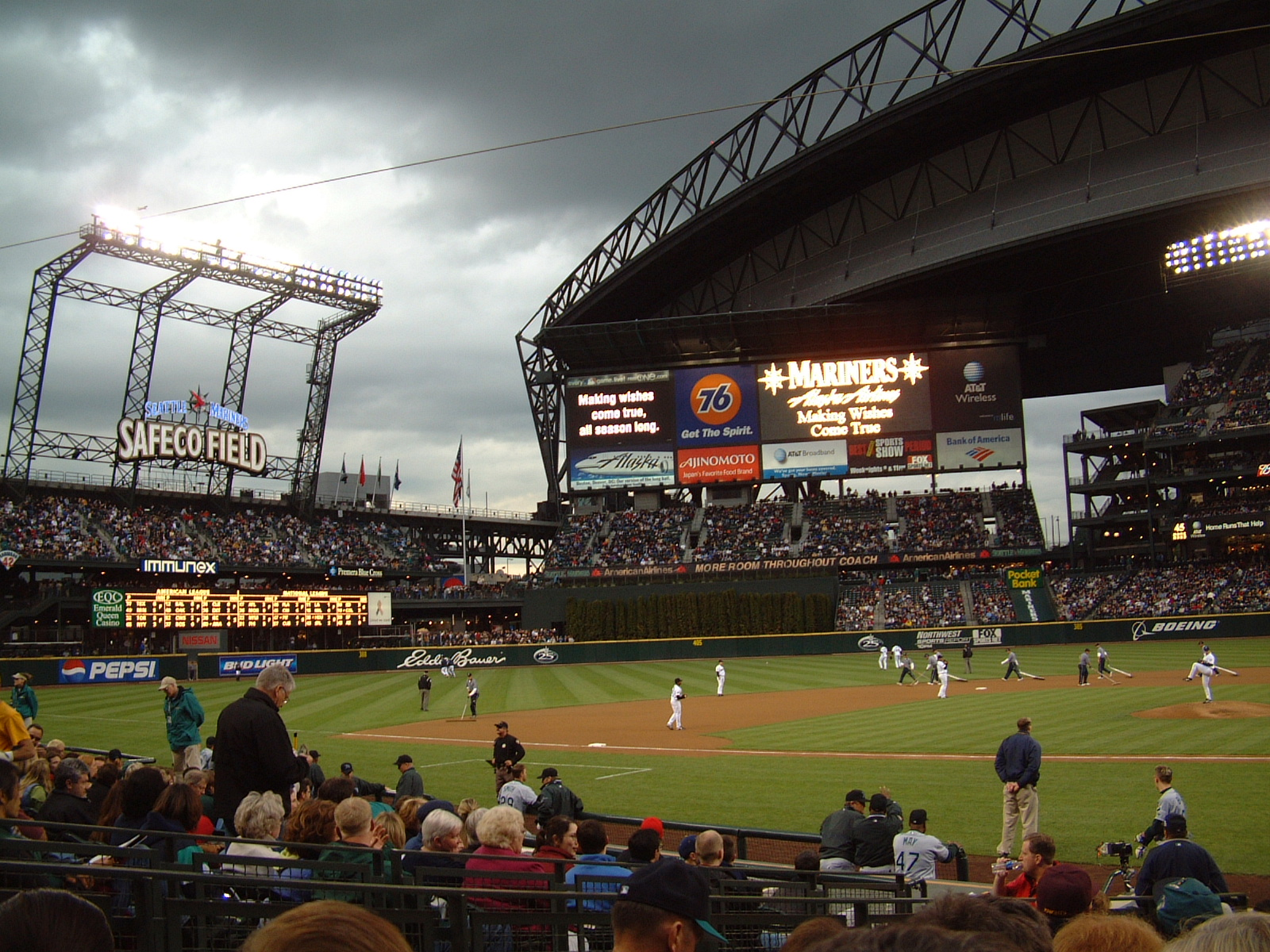
Safeco Field

L'histoire des sports professionnels à Seattle commença au début du XXe siècle avec l'équipe de hockey sur glace des Metropolitans de Seattle qui devint la première équipe américaine à gagner la coupe Stanley en 1917. Il aura toutefois fallu attendre la saison 2021-2022 pour que la ville ait une équipe évoluant en NHL : le Kraken de Seattle.
Les SuperSonics de Seattle ont remporté le titre NBA en 1979 avant d'être délocalisé dans la ville d'Oklahoma City après la saison 2007-08. Seattle abrite toutefois une équipe féminine de basket-ball, le Storm de Seattle, qui remporta le championnat national de 2004.
En football américain, la ville abrite les Seahawks de Seattle et en baseball l'équipe des Mariners de Seattle.

### Environnement
Seattle a signé l’U.S. Mayors Climate Protection Agreement (« accord des maires des États-Unis sur la protection du climat ») ; lancé à l’initiative du maire, l'accord vise à atteindre ou à dépasser les objectifs de réduction de GES fixés par le protocole de Kyoto. Dans l'administration municipale, l'Office of Sustainability and Environment est chargé des affaires environnementales et de développement durable.
La municipalité développe les écoconstructions (Green buildings) par des plans de rénovation et de construction de bâtiments municipaux respectant les normes du système LEED. Elle encourage la plantation d’arbres et l'aménagement de jardins communautaires (70 en 2007). Les efforts portent également sur les véhicules électriques, les pistes cyclables, les transports en commun et la qualité des eaux.

### Justice et criminalité

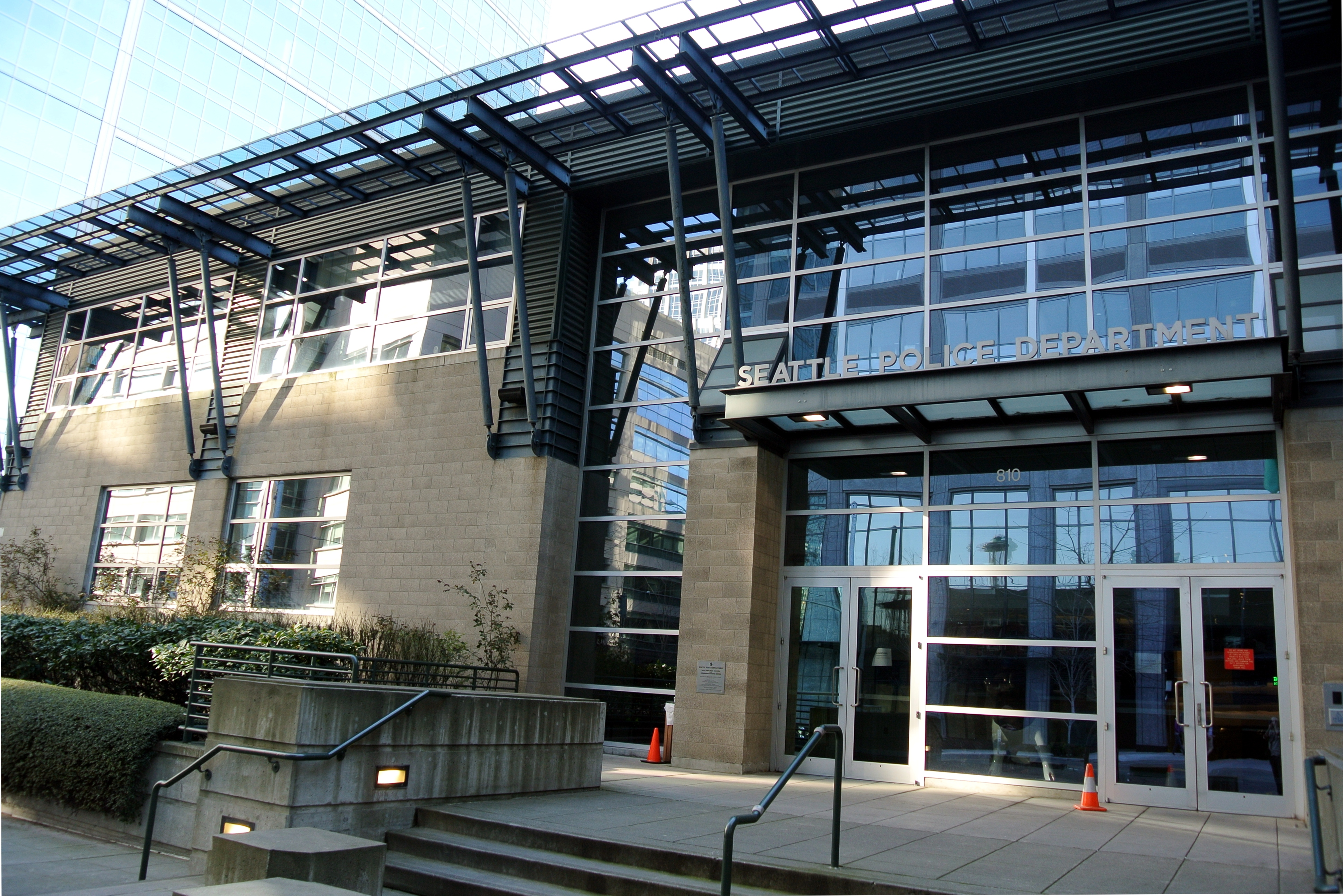
Commissariat de quartier à Seattle (West Precinct).

Après avoir atteint un taux de 69 homicides en 1994, le taux est passé à 24 homicides en 2004. Il fallait retourner 40 ans plus tôt pour retrouver ce niveau. En 2006, le taux est repassé à 30 homicides.
Le vol de voitures est un autre problème important dans la ville. La ville a ainsi fait partie du top 10 des localités où les vols de voitures étaient le plus répandus. En réponse, la police de la ville a accru l'utilisation d'inspecteurs spécialisés et a procédé également au lancement du système de « voitures appâts » en 2004.
L'ancien maire de la ville Greg Nickels était membre d'une coalition de maires militant contre le port d'armes illégales dans les rues.
La ville ne possède pas sa propre prison. Les prisons employées sont la prison du comté de King, la prison du comté de Yakima et la prison du comté de Renton.

## Divers

### Surnoms et emblèmes
En 1981, Seattle organisa un concours pour se trouver un nouveau surnom. Longtemps appelée Queen City (cité de la reine), elle désirait trouver un autre surnom car celui-ci était déjà utilisé par beaucoup d'autres villes comme Cincinnati, Denver et Buffalo. Le nom finalement retenu fut Emerald City (cité émeraude), par allusion aux couleurs des paysages autour de la ville. Seattle a aussi porté le surnom non officiel de Jet City en raison de la présence de l'avionneur Boeing.
La fleur officielle de la ville est le dahlia (depuis 1913) tandis que son oiseau officiel est le grand Héron (depuis 2003).

### Jumelages
Les villes jumelées avec la ville de Seattle sont:
- Bergen (Norvège)
- Cebu (Philippines)
- Chongqing (Chine)
- Christchurch (Nouvelle-Zélande)
- Daejeon (Corée du Sud)
- Galway (Irlande)
- Gdynia (Pologne)
- Haïphong (Vietnam)
- Kaohsiung (Taïwan)
- Kobe (Japon)
- Limbé (Cameroun)
- Mazatlán (Mexique)
- Mombasa (Kenya)
- Nantes (France) depuis 1980
- Pécs (Hongrie)
- Pérouse (Italie)
- Reykjavik (Islande)
- Sihanoukville (Cambodge)
- Surabaya (Indonésie)
- Tachkent (Ouzbékistan)